# Imperi per estensione
La pagina presenta una lista di imperi ordinati per estensione territoriale. Con il termine "impero" si intende un'organizzazione politico-territoriale di consistente ampiezza, comprendente popolazioni, territori e Paesi anche diversi, ma sottoposti a un'autorità centrale, retta da un'assemblea oppure un capo o un monarca, che spesso ha il titolo di imperatore. Attualmente l'unico capo di Stato a portare questo titolo, pur governando solo la propria nazione, è l'Imperatore del Giappone.
Questa pagina è un ampliamento della sezione "imperi per superficie e popolazione". Essa elenca, in ordine di superficie e (quando possibile) popolazione, quasi tutti gli imperi riconosciuti che si sono avvicendati nel corso dei millenni. Si deve tenere presente che i dati inseriti sono sempre il risultato di uno studio storico-scientifico e, di conseguenza, si basano su determinate ipotesi e presentano un margine di errore più o meno ampio. Laddove sia possibile, dunque, si è cercato di indicare l'incertezza delle stime, in modo da rendere tali dati il più possibile veritieri.

## Definizione di impero e sua classificazione
L'impero comprende in se stesso differenti nationes, ovverosia popolazioni differenti per la loro tradizione storica, culturale, linguistica, etnica e/o di costume, nonché territori appartenuti, prima di essere inglobati entro l'impero medesimo, a stati differenti da questo o costituenti essi stessi stati differenti dallo stesso.
In numerosi casi, addirittura, le suddivisioni amministrative di un impero continuavano a mantenere il proprio monarca, ma questi era diretto sottoposto dell'autorità centrale, cui tributava onori (ad esempio i Raja o Ratu in Borneo e Indonesia, tributari nei confronti del sultano e molto spesso autonomi de facto), era solo un ruolo formale (esatto contrario del caso precedente, ad esempio l'imperatore di Manciukuò verso l'Impero giapponese) o ancora fungeva da mediazione tra l'autorità e una specifica regione con poteri semi-indipendenti (quale il re di Giudea, tramite fra Roma e la Palestina). Un caso particolare è quello in cui l'imperatore assuma su di sé più corone esercitando il titolo di Re dei Re (in aggiunta o in sostituzione a quello più proprio di imperatore). Esempi emblematici sono i Khagan o Gran Khan, che governano un khaganato cioè un insieme di khanati, spesso però solo formalmente (nell'Impero mongolo, ad esempio, i tre khanati principali e il khanato della dinastia Yuan, erano quasi del tutto autonomi de facto). Anche nelle prime civiltà si ritrovano casi di questo genere, in particolare nei primi imperi asiatici (impero neo-assiro, medo, achemenide e macedone), con gli imperatori che assumono variamente i titoli di sovrano o re della Persia, della Lidia, di Urartu, dell'Egitto, di Assiria e Babilonia, fino ad arrivare con Dario I al rango di "Sovrano di tutti i Paesi". Il primo monarca ad assumere in modo ufficiale il titolo di imperatore fu Carlo Magno: prima di lui ci si riferiva a questo tipo di monarca come Augusto o Cesare, mentre il termine imperator si riferiva semplicemente ad un generale o comandante dell'esercito, con significato anche religioso. Il primo termine traducibile con "impero" nel senso moderno, invece, era con buona probabilità il persiano Xšāça (Xhassa), nome ufficiale dell'impero achemenide. Anche il termine cinese Huangdi (introdotto dalla dinastia Shang come Qin Shi Huangdi) è da considerare, in quanto primo vocabolo che definisce un imperatore anziché un "semplice" Re dei Re.
Per l'esistenza di una compagine statuale definibile come impero non è necessaria la presenza della figura dell'imperatore, ad esempio nel caso della Repubblica Romana a partire dal IV secolo a.C., quando Roma dominava su numerosi popoli e diverse nazioni. In quel particolare caso, lo stato continuò ad essere denominato Repubblica de iure anche nei secoli successivi e a mantenere le istituzioni dei consoli, venendo però governata de facto da un Princeps o un Dominus, spesso intitolato come Augusto o Cesare. Come già accennato, il titolo di "imperator" non era assimilabile al suo significato attuale e fu inoltre utilizzato come cognomen solo a partire da Vespasiano, mentre le attribuzioni monarchiche iniziarono soltanto con la fase del dominato (Dominus significa appunto "signore", mentre Princeps è traducibile con "primo cittadino" o "il cittadino migliore"). Lo stesso discorso vale per Cartagine, che pur senza un monarca dominava vari stati in Europa e Nord Africa dal III secolo a.C, e secondo vari studiosi si possono chiamare imperi persino i domini "coloniali" delle repubbliche marinare di Genova e Venezia.
Al contrario non si può univocamente parlare di impero per quanto riguarda l'Unione Sovietica o la Prima Repubblica Cinese (che si estendeva su vari territori dei Grandi Qing includendo almeno due stati vassalli); in tal caso il dibattito è ancora acceso e irrisolto. Parallelamente, alcuni stati godevano del titolo di "impero" pur non rispettando i criteri classici di riconoscimento, ad esempio perché dominavano su una sola nazione (quale l'impero coreano), erano divisi internamente (ad esempio i Resti dell'Impero Qing) o erano vassalli di altri stati (come l'Impero di Manciuria). Ancora, vi sono casi di imperi che pur rispettando tutti i criteri appena proposti sono esistiti solamente per un periodo brevissimo, in particolare le restaurazioni imperiali in Cina da parte di Yuan Shikai (l'imperatore Hongxiano) e Pu Yi, oppure l'impero del Grande Shun. Questi imperi governavano territori estremamente vasti e vennero riconosciuti ufficialmente, ma il loro effettivo regno durò sempre meno di un anno.
Non esiste un criterio ufficiale che fissi quali sono le tipologie di stati che possono ricevere la qualifica di "impero", tuttavia vengono universalmente riconosciute come tali le seguenti forme di governo:
1. Gli antichi imperi dell'Asia e dell'Europa orientale, che dominavano molte nazioni in modo più o meno centralizzato e riconoscevano l'autorità di un "Re dei Re" o un "Dio re".[27]
2. I vari imperi della storia europea che si proclamavano successori di Roma, a partire da Carlo Magno (da notare che Roma non può univocamente essere considerata un impero, per i motivi citati sopra, soprattutto nella fase del principato o alto impero).[28][29]
3. Gli imperi coloniali formati a partire dal XV secolo e comprendenti colonie come protettorati, vicereami o (nel caso dell'impero britannico) dominion.[30]
4. Gli imperi nomadi costituiti dalle varie popolazioni asiatiche sia nella storia antica (Unni, Hsiung-nu, …) che in quella medievale (Mongoli, Gokturk, …) o moderna (Zungari, Manciù, …). Da notare che molto spesso, se non quasi sempre, questi imperi finivano per sviluppare un proprio stato sul modello delle nazioni assoggettate, diventando khanati e khaganati.[31]
5. I vari khaganati e i khanati sorti tra la storia antica e quella moderna. Bisogna specificare che, tecnicamente, solo il khaganato è assimilabile ad un "impero", in quanto comprende in sé molti khanati cioè "regni" minori. Per questo motivo il termine Khagan o Khaghan (a volte erroneamente sostituito con Gran Khan) è sempre tradotto come "imperatore", in quanto massima autorità cui rispondono i monarchi di grado inferiore, appunto i Khan. Nella realtà dei fatti, però, numerosi imperi di vaste dimensioni si chiamavano semplicemente "khanati", mentre alcuni imperi di dimensioni ridotte si proclamavano "khaganati". Addirittura l'impero unno nacque come un khaganato con molti Khan (re) di pari grado, per poi ampliarsi fino al punto che ciascun sovrano divenne autonomo e formò il proprio khanato, trovando molta fortuna ai tempi di Attila. Al contrario gli Hsiung-Nu avevano un solo capo, senza altri monarchi subordinati, che veniva chiamato indifferentemente Khan o Khagan. Nel caso dell'impero mongolo, invece, il Khagan era una figura più che altro simbolica, dal momento che i quattro Khan detenevano tutto il potere e governavano in modo completamente autonomo, soprattutto durante il regno di Kublai Khan, quando l'enorme impero fu diviso. Dopo la sua frammentazione del 1294, questo khaganato smise di esistere salvo poi subire, ancora una volta solo simbolicamente, un'ultima formale riunificazione tra il 1309 e il 1310. La dinastia Yuan che aveva assunto il trono imperiale della Cina e i suoi successori (Grandi Yuan e/o Yuan del Nord) continuarono ad utilizzare e poi reclamare anche il titolo di Khagan mongolo per oltre un secolo - titolo loro riconosciuto dopo la dissoluzione del 1310 ma solamente formale.[32]
6. Tutte le dinastie cinesi, anche laddove portino il nome di "regno", "stato", "principato" o "ducato autonomo", sono considerate imperi in virtù del vasto territorio che governavano, includendo numerosi popoli eterogenei e differenti nazioni. Di esse, tuttavia, solo una parte era "davvero" cinese: molte dinastie infatti estesero il loro dominio anche in Mongolia, Tibet e altre regioni (ad esempio la Corea, assoggettata completamente dall'impero Tang e in parte da molti altri imperi, l'ultimo dei quali fu il khaganato Yuan). Alcune dinastie, invece, erano di origine mongola ma sono considerate cinesi perché i loro sovrani hanno assunto il titolo di imperatore della Cina (Huangdi) e governato quel territorio: un esempio famoso è la dinastia Liao (impero Kara-Khitai), mentre la dinastia Yuan (con i suoi successori) mantenne sia il titolo imperiale sia quello di Khagan dell'impero mongolo, di cui era il principale (e ultimo vero) successore, riconosciuto però solo a livello onorifico. Ancora, tra l'età medievale e quella moderna vi furono dinastie cinesi composte da diversi popoli locali, inclusi i Tangut (dinastia Xia occidentale), i Jurchen o Manciù, ... Alcune dinastie, poi, non furono mai proclamate in modo ufficiale o non vi sono fonti concordi riguardo alla loro esistenza: ad esempio la dinastia dell'Impero di Cina di Yuan Shikai è spesso riferita come dinastia Hongxian o della Gloriosa Costituzionalità, dal nome dell'imperatore Hung-hsien, che fece marcare le ceramiche imperiali con tale titolo; l'esistenza e il nome di una dinastia per quel breve impero, tuttavia, non sono confermate. Un'ultima osservazione: il reale titolo di imperatore della Cina non sempre è attribuibile ad una singola dinastia, se non in periodi di particolare unificazione, dal momento che spesso erano più dinastie a pretendere o richiedere il "mandato dal paradiso".[33][34]
7. I sultanati sono di norma assimilabili ad imperi, così come i califfati ufficialmente riconosciuti (l'ultimo dei quali fu l'ampio sultanato ottomano). Va però detto che il titolo di sultano in sé indica un generico monarca, non necessariamente un imperatore o un re di rango superiore. Nel mondo indonesiano o in Borneo, poi, si sono succeduti numerosissimi sultanati minori, molti dei quali governavano solo porzioni molto ridotte di quelle isole. In origine, almeno fino all'inizio del XVII secolo, venivano accettati come sultanati solo i regni più vasti e potenti, in grado di influenzare gli altri e/o che possedevano a loro volta regni vassalli o tributari; tra il XVII e il XIX secolo, però, quasi tutti i regni minori e indipendenti si fregiarono del titolo di sultanato. Va inoltre detto che, nella maggior parte dei casi, il sultano non godeva di poteri assoluti ma i Raja o Ratu (variamente re, viceré, governatori, ...) godevano di grande autonomia, fino a casi estremi (nei sultanati di Aceh e Brunei, dal XVII secolo, il sultano aveva solo un ruolo onorifico ed era privo di reali funzioni; al contrario, nel potente e vasto sultanato di Sambas, esso era un monarca assoluto e autoritario a tutti gli effetti).[35]
8. Gli zarati (dall'impero bulgaro al regno russo) sono sempre considerati come imperi.[36]
9. Infine, gli stati persiani governati da uno shah (scià) o, più propriamente, da uno Shahanshah (Re dei Re, introdotto nell'impero sasanide e paragonabile al Gran Re mesopotamico più che al Khagan) sono riconosciuti come imperi.[37][38]

Una nota per quanto riguarda le dinastie cinesi (anche di origine mongola) considerabili come imperi. Come si è detto, solo in alcuni momenti singolari vi era un unico imperatore ufficialmente riconosciuto, lo Huangdi, insignito del mandato del paradiso. Questi poteva governare un unico stato, eventualmente diviso in regioni (come i protettorati e i circuiti della dinastia Tang), oppure una confederazione di unità più o meno autonome chiamate stati o regni, in tal caso con una funzione simile a quella del Khagan. Il problema è che non sempre è possibile stabilire quale sia la dinastia regnante, al contrario ve ne sono molte; per questo si considerano tutte le dinastie il cui dominio territoriale rispetti la definizione generale di impero. In alternativa, esiste un catalogo ufficiale dei sovrani della Cina, che considera solo gli imperi universalmente riconosciuti e che hanno segnato la storia cinese. Questo elenco in particolare esclude gli imperi di breve durata, quale il Grande Shun, ma include lo stesso i seguenti stati "effimeri":
- Il Regno Celeste Taiping fondato da Hong Xiuquan durante la rivolta dei Taiping (1851-1864)[41]
- L'Impero della Cina di Yuan Shikai Hongxian (12 dicembre 1915 - 22 marzo 1916)[42]

Il catalogo include per ogni impero il nome dell'era, in genere lo stesso del suo sovrano. L'esclusione di alcuni imperi, tuttavia, fa sì che alcuni anni non siano "coperti" (ad esempio non viene inserita l'era Yongchang di Li Zicheng, mentre è al contrario riconosciuta l'era Hongxian dell'imperatore Hung-hsien). Numerosi imperi, soprattutto se di breve termine o legati ad una sola persona, non nominarono o non fecero in tempo a nominare una dinastia. Altri governarono per un tempo relativamente breve o un interregno, quale la potente dinastia Xin di Wang Mang (Hsin-chao). Infine, l'imperatrice Wu (Wu Zetian, che usurpò il trono dei Tang in una sorta di interregno dal 16 ottobre 690 al 22 febbraio 705) è l'unica donna a ricevere il titolo di Huangdi nell'intera storia della Cina

## Estensione di un impero
Gli imperi di seguito elencati, suddivisi per epoche storiche, sono posti in ordine decrescente di estensione (alla data della loro massima espansione). L'esatta misurazione dell'area di un determinato impero può risultare controversa: essa ricomprende quei territori su cui l'impero esercita un dominio amministrativo effettivo e riconosciuto e non una mera occupazione militare di territorio, ivi comprese anche le terre scarsamente abitate o desertiche e quelle su cui sono state avanzate, nel periodo considerato, rivendicazioni legali. L'area dell'impero spagnolo, ad esempio, è fortemente contesa, soprattutto a causa di dispute con il vicino e storico rivale, l'impero portoghese. Inoltre, non sempre è possibile stabilire con chiarezza i confini degli imperi, per scarsità di informazioni o a causa di dispute territoriali, o ancora perché non è nota la vera influenza di un impero su alcuni stati vassalli o clienti. Un'eccezione può essere ad esempio l'impero romano, i cui limiti erano ben sanciti dai limes (se ne determina una massima estensione sotto Traiano di 5,0 milioni di km2 e sotto Teodosio di 3,8 - 3,9 milioni, includendo i regni clienti). Anche in questo caso, però, rimangono varie incertezze, prima di tutte il rapporto effettivo tra Roma e gli stati clienti, che quasi sempre governavano i propri affari in modo autonomo e distaccato dal potere centrale.
Alcune curiosità: l'impero cinese e quello sasanide sono gli unici ad aver mantenuto il primato di impero più vasto del mondo sia prima sia dopo la caduta di dell'Impero romano d'Occidente nel 476, nel primo caso con 49 dinastie diverse per 54 volte fino al XIX secolo. L'impero sasanide è inoltre quello che ha mantenuto questo primato per il maggior tempo: oltre 100 anni consecutivi, dal 450 al 550 circa, e almeno 140 in totale. La stessa dinastia ha governato l'impero più vasto del suo tempo per un record di cinque volte. L'impero britannico invece è stato l'unico a possedere territori in ogni continente, nel 1921; in quell'anno la sua superficie era pari al 98% di quella della Luna. L'impero achemenide di Persia, infine, si distingueva per governare la maggior parte della popolazione mondiale: addirittura il 44 ÷ 52% nel 486 a.C.

## Età antica (3.000 ca. a.C. – 476 d.C.)
1. Impero nomade Xiongnu - 9,0 milioni di km2 (174 o 176 a.C.)[54] (l'impero più vasto del mondo antico e per continuità territoriale) (l'impero nomade e khaganato costituito dall'orda Xiongnu che, a partire dal III secolo, dominava su numerosi stati vassalli, tra cui per un breve periodo anche i Wusun e gli Yuezhi, un tempo loro dominatori; in seguito saranno gli stessi Wusun a sconfiggerli)[55][56][57]
2. Impero della dinastia Han orientale in Cina - 6,5 milioni di km2 (II secolo d.C.)[58]
3. Impero della dinastia Han occidentale in Cina - 6,0 milioni di km2 (50 a.C.)[45][58] (dal 9 al 23 d.C. questo impero scomparve temporaneamente a favore della dinastia Xin di Wang Mang, da molti considerata un governo di interregno)
4. Impero della dinastia Xin in Cina - 6,0 milioni di km2 (I secolo d.C.)[58]
5. Impero nomade degli Yuezhi - 5,7 milioni di km2 (III secolo a.C.)[senza fonte]
6. Impero achemenide - 5,5 milioni di km2 (500 a.C.)[45][59] (il più popolato di sempre: 44 ÷ 52% della popolazione mondiale)[53] (il suo nome ufficiale è il primo a indicare il termine "impero" nel senso moderno, in persiano Xšāça, mentre i suoi sovrani si proclamavano "Re di tutti i Paesi")[60][61][62]
7. Impero romano di Traiano (Principato o alto impero romano) - 5,0 milioni di km2 (117 d.C.)[45][63][64][65][66](includendo anche gli stati vassalli e clienti)[67]
8. Impero macedone di Alessandro Magno - 5,0/5,2 milioni di km2 (323 a.C.)[45][68][69](assorbì l'intera parte occidentale dell'Impero Achemenide, pari a circa 4 milioni di km2, entro il 326 a.C.)[69]
9. Impero Maurya - 5,0 milioni di km2 (250 a.C.)[70][71][72][73]
10. Impero della dinastia Liu Song in Cina - 5,0 milioni di km2 (420 d.C. ca.)[23][74]
11. Impero della recente dinastia Xin o Xin Zhao o ex Xin in Cina - 4,7 milioni di km2 (V secolo d.C.)[75][76]
12. Impero della recente dinastia Qin o Qin orientale in Cina - 4,7 milioni di km2 (420 d.C.) (il nome "recente Qin" fu proclamato successivamente per distinguerla dalla dinastia Qin occidentale che prenderà il suo posto nel 420)[77][78]
13. Parte orientale dell'Impero achemenide - 4,5 milioni di km2 (330 a.C. ca.) (dopo la battaglia di Gaugamela il Re dei Re Dario III divise in due il proprio vasto impero, offrendone metà ad Alessandro Magno; la pars orientale rimase de facto al satrapo Besso, autoproclamatosi imperatore, e dopo la sua condanna a morte nel 329 a.C. venne divisa in varie signorie locali)[68][69]
14. Impero della dinastia Qin occidentale in Cina - 4,5 milioni di km2 (431 d.C.)[77][78]
15. Impero Kutriguri - 4,3 milioni di km2 (250 a.C. ca.)[79]
16. Khaganato Rouran - 4,2 milioni di km2 (405 d.C.)[69]
17. Impero Xiongnu meridionale o Xian - 4,1 milioni di km2 (I secolo a.C.)[80][81][82]
18. Impero nomade degli Xianbei - 4,1 milioni di km2 (fine del II secolo d.C.)[81][83][84]
19. Impero nomade dei Wusun o Usun - 4,03 milioni di km2 (I secolo a.C.) (in origine era uno stato vassallo degli Yuezhi e degli Xiongnu, da cui fu conquistato nel 174 o 176 a.C.; raggiunse il proprio culmine con la decadenza di questi ultimi, sconfiggendoli duramente e alleandosi con la dinastia Han in Cina; nel 133 o 132 a.C. cacciò gli Yuezhi e gli Xiongnu dalla valle dell'Ili e vi si stabilì, espandendosi in breve tempo e costruendo il più vasto e potente impero della regione, che durò fino al IV secolo d.C.) (il nome Usun, sebbene usato come sinonimo, indica più propriamente un ceppo iranico forse discendente dei Wusun originari; tuttavia, le ultime testimonianze certe su questo popolo cessano al più nel 938 d.C.)[80][81][85]
20. Parte occidentale dell'impero achemenide - 4,0 milioni di km2 (330 a.C. ca.) (dopo la battaglia di Gaugamela il Re dei Re Dario III divise in due il proprio vasto impero, offrendone metà ad Alessandro Magno; la pars occidentale fu acquisita dal Regno Macedone di Alessandro entro il 326 a.C.)[69][86]
21. Impero unno - 4,0 milioni di km2 (441 d.C.) (l'impero nomade costituito dal khanato dei cosiddetti "Unni Neri" secondo Procopio o semplicemente Unni, che raggiunse la massima espansione tra il 447 e il 454 d.C. sotto Attila, inglobando fra l'altro alcune province dell'impero romano d'Occidente)[45][87]
22. Khanato degli Unni Bianchi - 4,0 milioni di km2 (476 d.C.) (il nome "Unni Bianchi" fu usato da Procopio per distinguerli dagli "Unni Neri" di Attila e dagli Unni Eftaliti; in realtà erano una popolazione distinta dai khanati degli Unni, i cui membri erano noti come Hayathelites)[80][81]
23. Khanato degli Unni Eftaliti - 4,0 milioni di km2 (350 d.C.) (l'impero nomade costituito da una delle due grandi tribù in cui si erano scissi i vari khanati degli Unni dal II secolo d.C., dopo la caduta del loro primo khaganato)[80][81]
24. Impero seleucide - 3,9 milioni di km2 (301 a.C.)[45][88]
25. Impero nomade dei Sarmati - 3,9 milioni di km2 (20 a.C.) (alcuni storici discordano sulla definizione di impero, sostenendo che fosse una confederazione di tribù formalmente autonome)[80][81][89]
26. Impero romano di Teodosio I (Dominato o tardo impero romano) - 3,9 milioni di km2 (395 d.C.) (includendo gli stati vassalli; ridotta da alcuni studiosi a 3,8 milioni di km2)[46][49][90][91]
27. Impero Kusana - 3,8 milioni di km2 (I secolo d.C.)[92][93]
28. Impero romano di Claudio (Principato o alto impero romano) - 3,75 milioni di km2 (50 d.C.) (includendo anche gli stati vassalli e clienti)[46][48][94]
29. Impero Maurya orientale - 3,6 milioni di km2 (III secolo a.C.)[53][70][72]
30. Impero Gupta - 3,5 milioni di km2 (400 d.C. ca.)[95]
31. Impero sasanide - 3,5 milioni di km2 (450 d.C.)[45][71]
32. Impero Magadha - 3,5 milioni di km2 (inizio del IV secolo a.C.)[96]
33. Impero Xiongnu occidentale - 3,5 milioni di km2 (20 a.C.)[23][80]
34. Impero della dinastia Qin in Cina - 3,4 milioni di km2 (206 a.C.)[97]
35. Impero nomade dei Wuhuan - 3,4 milioni di km2 (inizio del I secolo a.C.) (di fatto questo stato esistette solo tra il 121 e il 78 a.C. tra Mongolia e Cina: prima i Wuhuan erano vassalli o tributari degli Xiongnu, che riuscirono a sconfiggere; successivamente vennero attaccati dalle orde in fuga dell'impero Xiongnu, ormai in dissoluzione, e si posero sotto la protezione della dinastia Han occidentale; nei secoli successivi si integrarono con le popolazioni cinesi, in particolare fondendosi con l'etnia Han)[98][99][100]
36. Impero della dinastia Zhou (I) o Zhou anteriore in Cina - 3,2 milioni di km2 (IV secolo a.C.) (fu la prima dinastia a unificare la Cina nonché la più longeva in assoluto)[101][102][103]
37. Impero della dinastia Cheng o Grande Cheng o regno Chengjia in Cina - 3,2 milioni di km2 (I secolo d.C.)[104][105]
38. Impero della dinastia Jin occidentale in Cina - 3,1 milioni di km2 (280 d.C.)[46][76]
39. Impero dei regni combattenti o dei sette stati combattenti in Cina - 3,1 milioni di km2 (III secolo a.C.)[23][106]
40. Impero Chera - 3,0 milioni di km2 (300 a.C.)[107]
41. Primo impero dei Medi - 3,0 milioni di km2 (612 a.C.)[68][108][109] (con questo termine ci si riferisce alla prima fase della rapida espansione dei Medi, culminata con la distruzione di Ninive e la caduta dell'impero neo-assiro nel 612 a.C., grazie alla loro alleanza con l'impero neo-babilonese; seguirà poi una seconda fase che porterà l'impero medo a raggiungere persino i 5,5 ÷ 6,0 milioni di km2 nel 585 o 559 a.C.; già dal VII secolo a.C., questo impero fu il primo della storia a comprendere in sé tre diversi continenti) (la precisa estensione territoriale di questo impero è tuttora oggetto di dibattiti)[59][86][110]
42. Impero della dinastia Cao Wei orientale in Cina - 3,0 milioni di km2 (IV secolo d.C.)[23]
43. Impero nomade degli Arii - 3,0 milioni di km2 (V secolo a.C.)[110]
44. Impero delle primavere e degli autunni in Cina - 3,0 milioni di km2 (454 a.C.) (de iure riconosciuto come impero con un unico sovrano, di fatto diviso in molte dinastie regnanti nel periodo dei regni combattenti)[53]
45. Nanyue o Yue del Sud o Nam Viet o dinastia Trieu - 2,84 milioni di km2 (II secolo a.C.) (stato fondato tra Cina e Vietnam dal comandante Zhao Tuo della dinastia Qin come protettorato, dopo la sua conquista dei numerosi popoli Yue, un insieme di tribù indigene non cinesi chiamate anche Baiyue o Cento Yue; divenne autonomo nel II secolo a.C. per poi essere assoggettato dalla dinastia Han)[111]
46. Impero Xiongnu Han - 2,8 milioni di km2 (metà del I secolo d.C.) (impero nomade tra Cina e Mongolia, vassallo della dinastia Han orientale, costituito dai resti degli Xiongnu; dalla sua dissoluzione sorse il più vasto stato degli Xianbei)[81][112]
47. Impero indo-parto - 2,8 milioni di km2 (50 a.C.)[59][113]
48. Impero dei Parti - 2,8 milioni di km2 (1 d.C.)[69][71][99][114]
49. Impero dei Medi (secondo impero dei Medi) - 2,8 milioni di km2 (585 a.C.)[66][68][71][108][115] (L'impero dei Medi inoltre governava sul 41% della popolazione mondiale e sul 68-72% della popolazione asiatica, superando in quest'ultimo caso ogni altro impero della storia)[senza fonte]
50. Impero della dinastia Cao Wei occidentale in Cina - 2,8 milioni di km2 (III secolo d.C.)[116]
51. Impero della dinastia Jin orientale in Cina - 2,8 milioni di km2 (347 d.C.)[117]
52. Impero della dinastia Qin posteriore in Cina - 2,8 milioni di km2 (376 d.C.)[118]
53. Impero dei Kushan in India - 2,75 milioni di km2 (0 d.C.) (antenato dell'Impero Kusana fondato dalla tribù Kushan degli Yuezhi Maggiori, una delle due grandi popolazioni in cui si erano scissi gli Yuezhi nel II secolo a.C., a volte identificata dagli storici con gli Asii o i Tohkarioi che avevano invaso l'impero greco-battriano)[92][119]
54. Impero romano di Aureliano durante la guerra civile (Principato o alto impero romano) - 2,75 milioni di km2 (275 d.C.)[46][91][120]
55. Impero indo-scita - 2,6 milioni di km2 (20 d.C.)[59]
56. Impero greco-battriano - 2,5 milioni di km2 (184 a.C.)[113]
57. Impero indo-greco - 2,5 milioni di km2 (180 a.C.)[113]
58. Regno Zhangzhung - 2,5 milioni di km2 (III secolo d.C.) (chiamato dalle fonti cinesi Shangshung, questo regno anticipò il futuro impero proto-tibetano)[121]
59. Impero della dinastia Zhou occidentale in Cina - 2,5 milioni di km2 (329 a.C.)[55]
60. Impero della dinastia Zhao posteriore in Cina - 2,5 milioni di km2 (329 d.C.) (fondato con il contributo degli Yuezhi Minori, una delle due grandi popolazioni in cui si erano scissi gli Yuezhi nel II secolo a.C.)[122][123][124]
61. Impero della dinastia ex Zhao in Cina - 2,5 milioni di km2 (360 d.C. ca.)[57]
62. Impero Kusana settentrionale - 2,5 milioni di km2 (200 d.C.)[59]
63. Impero babilonese di Šamaš-erība - 2,5 milioni di km2 (484 a.C.) (il militare ribelle Šamaš-erība (Shamash-erba) condusse efficacemente una rivolta a Babilonia, insieme a Belsimanni e ad altri due capi, nel 484 a.C.; nel giro di breve tempo all'impero achemenide vennero strappati territori importanti e prestigiosi come Kish, Sippar, Dilbat e Borsippa, di conseguenza Shamash-erba assunse il potere proclamandosi "Re di tutti i Paesi", in opposizione al sovrano; nel 482 a.C. fu sconfitto definitivamente da Xerxes e la rivolta finì nel sangue) (la precisa estensione territoriale di questo breve impero non è chiara)[125][126][127]
64. Impero ponto-scita di Mitridate VI - 2,4 milioni di km2 (80 a.C. ca.)[113]
65. Impero romano di Augusto (Principato o alto impero romano) - 2,4 milioni di km2 (14 d.C.) (includendo anche gli stati vassalli e clienti)[46][90][128]
66. Repubblica romana - 2,3 milioni di km2  (27 a.C.) (considerando anche i regni clienti)[94][129][130]
67. Impero della dinastia Cheng Yang o ex Yang in Cina - 2,3 milioni di km2 (II secolo d.C.)[23]
68. Impero della dinastia Shu occidentale o Qiao Shu in Cina - 2,4 milioni di km2 (409 d.C.) (stato fondato dal militare cinese Qiao Zong, che si era opposto al dominio della dinastia Jin orientale nel 405 d.C. impossessandosi del Sichuan (allora chiamato Shu, dall'omonimo regno); Yao Xing della dinastia Qin posteriore approvò la sua nomina a imperatore, ma lo stato cadde dopo un breve regno nel 413 d.C.)[131]
69. Impero Nanda - 2,2 milioni di km2 (V secolo a.C.)[73][88]
70. Impero della dinastia Shu Han (I) in Cina - 2,2 milioni di km2 (280 d.C.)[132]
71. Impero della dinastia Zhou orientale in Cina - 2,2 milioni di km2 (VII secolo a.C.)[122]
72. Impero della dinastia Jin settentrionale in Cina - 2,1 milioni di km2 (V secolo d.C.)[23]
73. Impero della dinastia Wu settentrionale in Cina - 2,0 milioni di km2 (IV secolo d.C.)[133]
74. Impero della dinastia Wei (II) o ex Wei in Cina - 2,0 milioni di km2 (263 d.C.)[134][135]
75. Impero Shunga - 2,0 milioni di km2  (I secolo d.C.)[88]
76. Impero della dinastia Zhao in Cina - 2,0 milioni di km2 (316 d.C.) (esito dell'espansione dell'antico regno Zhao)[136][137]
77. Repubblica romana prima della guerra civile - 1,95 milioni di km2 (50 a.C.) (considerando anche i regni clienti)[46][129][138]
78. Impero romano d’Oriente - 1,9 milioni di km2 (395 d.C.)[53]
79. Impero nomade degli Sciti - 1,9 milioni di km2 (IV secolo a.C.)[80]
80. Impero della dinastia Han Zhao in Cina - 1,8 milioni di km2 (316 d.C.)[139][140]
81. Impero della dinastia Song anteriore (II) in Cina - 1,8 milioni di km2 (V secolo d.C.)[141]
82. Impero della dinastia Liang (I) o Liang anteriore in Cina - 1,8 milioni di km2 (471 d.C.)[23]
83. Protettorato delle regioni occidentali o di Xiyu - 1,8 milioni di km2 (I secolo a.C.)  (insieme di protettorati e stati vassalli della dinastia Han e della successiva dinastia Han occidentale, creato nel II secolo a.C. prima della sconfitta degli Xiongnu; era sotto il diretto controllo imperiale e includeva tutte le regioni occidentali (Hsi-yu o Xiyu))[142][143]
84. Impero Kusana meridionale - 1,7 milioni di km2 (200 d.C.)[88]
85. Impero nomade dei Chioniti - 1,7 milioni di km2 (420 d.C. ca.) (a volte noti come "Unni Rossi" benché non fossero legati agli Unni, o per i cinesi Kian-yun)[144]
86. Impero della dinastia Yan posteriore in Cina - 1,7 milioni di km2 (inizio del V secolo d.C.)[23][122]
87. Neo-impero assiro - 1,6 milioni di km2 (670 a.C.)[51][145]
88. Impero romano d'Occidente - 1,6 milioni di km2 (376 d.C.)[107]
89. Impero Xiongnu settentrionale - 1,6 milioni di km2 (60 a.C.)[88]
90. Impero della dinastia Wu meridionale (I) in Cina - 1,5 milioni di km2 (IV secolo d.C.)[23]
91. Impero della dinastia Yan (I) in Cina - 1,5 milioni di km2 (IV secolo d.C.)[23][122]
92. Impero della dinastia ex Yan in Cina - 1,5 milioni di km2 (metà del IV secolo d.C.)[23][122]
93. Impero Maurya settentrionale - 1,5 milioni di km2 (II secolo a.C.)[72][146]
94. Khaganato Tuyuhun - 1,5 milioni di km2 (fine del IV secolo d.C.)[147]
95. Impero di Axum in Arabia - 1,4 milioni di km2 (II secolo d.C.)[146]
96. Impero Shatavahana - 1,4 milioni di km2 (I secolo d.C.)[146]
97. Impero nomade dei Cimmeri - 1,4 milioni di km2 (VIII secolo a.C.)[146]
98. Impero di Armenia (dinastia artasside) - 1,4 milioni di km2 (89 a.C.) (dal 264 d.C. stato vassallo dell'Impero Sasanide, che lo assoggettò nel 428 d.C.)[92]
99. Impero della dinastia Jin meridionale in Cina - 1,4 milioni di km2 (IV secolo d.C.)[148]
100. Impero della dinastia Zhao Wei in Cina - 1,32 milioni di km2 (389 a.C.)[80] (regnò durante una brevissima fase di transizione nel periodo dei sedici regni)[23]
101. Impero della dinastia Hu Xia o Xia (II) in Cina - 1,3 milioni di km2 (IV secolo)[23]
102. Impero della dinastia Shang in Cina - 1,25 milioni di km2 (1122 a.C.) (prima dinastia ad utilizzare il titolo Qin Shi Huangdi, per designare l'imperatore; l'attributo "Figlio del Cielo" verrà solo con la dinastia Han)[139][149]
103. Impero della dinastia Zhou settentrionale (I) in Cina - 1,25 milioni di km2 (VI secolo a.C.)[117]
104. Regno di Macedonia di Filippo II - 1,2 milioni di km2 (336 a.C.)[146]
105. Impero di Kush o della Nubia - 1,2 milioni di km2 (VIII secolo a.C.)[150]
106. Impero della dinastia Zhou posteriore (I) in Cina - 1,2 milioni di km2 (IV secolo d.C.)[151]
107. Impero della dinastia Wei (I) in Cina - 1,1 milioni di km2 (VII secolo a.C.)[133]
108. Impero della dinastia Liang occidentale (I) in Cina - 1,1 milioni di km2 (401 d.C.)[23]
109. Nuovo regno d'Egitto - 1,1 milioni di km2 (1250 a.C.)[152]
110. Impero dei Caldei - 1,0 milioni di km2 (VI secolo a.C.)[153][154]
111. Impero tolemaico - 1,0 milioni di km2 (I secolo a.C.)[146]
112. Impero del Ponto - 1,0 milioni di km2 (I secolo a.C.)[147]
113. Impero di Armenia (dinastia arsacide) - 1,0 milioni di km2 (1 a.C.)[92][155]
114. Khanato Yueban - 1,0 milioni di km2 (V secolo d.C.) (stato costituito dalle ultime rimanenze degli Xiongnu e degli Xianbei, alleato della Cina, soprattutto durante la dominazione della dinastia Cao Wei con cui condivideva ascendenze dinastiche; nel VI secolo fu tra i fondatori del primo khaganato turco)[147][156]
115. Minyue o Regno di Ailao - 0,95 milioni di km2 (II secolo a.C.) (regno composto da numerose popolazioni Yue, un insieme di tribù indigene non cinesi dette anche Cento Yue o Baiyue; rimase autonomo fino al II secolo a.C. per poi essere assoggettato dalla dinastia Han)[111][157]
116. Cartagine - 0,9 milioni di km2 (III secolo a.C.)[14][158]
117. Impero antigonide - 0,9 milioni di km2 (301 a.C.)[159]
118. Primo impero babilonese - 0,9 milioni di km2 (XIII secolo a.C.)[69]
119. Impero della dinastia Ba in Cina - 0,9 milioni di km2 (inizio del IV secolo a.C.)[160][161]
120. Medio impero d'Egitto - 0,85 milioni di km2 (XV secolo a.C.) (primo impero a comprendere due continenti)[152]
121. Impero della dinastia Xia (I) in Cina (primo impero cinese) - 0,85 milioni di km2 (XVII secolo a.C.)[23]
122. Impero della dinastia Zhu Qin o dei tre Qin in Cina - 0,85 milioni di km2 (II secolo a.C.)[131]
123. Impero accadico - 0,8 milioni di km2 (2250 a.C.)[145]
124. Secondo impero babilonese - 0,8 milioni di km2 (IX secolo a.C.)[69]
125. Impero nomade dei Qiang in Cina - 0,8 milioni di km2 (III secolo a.C.)[131][162]
126. Khaganato unno - 0,8 milioni di km2 (inizio del II secolo d.C.) (confederazione di vari khanati unni prima della loro scissione in "Unni Neri" e "Bianchi" secondo Procopio)[163][164]
127. Regno Chu (I) in Cina - 0,8 milioni di km2 (VIII secolo a.C.)[135]
128. Regno Qin in Cina - 0,8 milioni di km2 (316 a.C.) (lo stato della dinastia Qin prima di unificare buona parte della Cina come impero)[165]
129. Impero della dinastia ex Liang in Cina - 0,75 milioni di km2 (361)[23]
130. Impero di Palmira - 0,7 milioni di km2 (271 d.C.)[166]
131. Impero della dinastia Yan settentrionale in Cina - 0,7 milioni di km2 (inizio del V secolo d.C.)[23]
132. Impero Chola - 0,7 milioni di km2 (370 a.C. ca.)[167]
133. Regno Shu in Cina - 0,7 milioni di km2 (221 a.C.)[135]
134. Impero nomade degli Hyksos - 0,65 milioni di km2 (1650 a.C.)[145]
135. Regno Tuyuhan - 0,65 milioni di km2 (inizio del IV secolo d.C.)[147][156]
136. Regno Chu occidentale in Cina - 0,63 milioni di km2 (fine del III secolo a.C.) (esistette solo dal 206 al 202 a.C. sotto Xiang Yu)[135]
137. Medio impero assiro - 0,6 milioni di km2 (X secolo a.C.)[145]
138. Lega panellenica - 0,6 milioni di km2 (IV secolo a.C.)[159]
139. Impero Lydia o Lidia in Anatolia - 0,6 milioni di km2 (VII secolo a.C.)[145]
140. Dayuan o Ta-Yuan o Grandi Yuan - 0,6 milioni di km2 (III secolo a.C.)[145]
141. Impero neo-babilonese - 0,55 milioni di km2 (VI secolo a.C.)[108][145]
142. Impero delle Gallie - 0,55 milioni di km2 (265 d.C.)[90]
143. Regno Liu Song in Cina - 0,55 milioni di km2 (III secolo a.C.)[135][168]
144. Impero della dinastia Liang posteriore (I) in Cina - 0,55 milioni di km2 (414)[23]
145. Urartu o Regno di Ararat - 0,52 milioni di km2 (VII secolo a.C.)[169]
146. Impero di Ashan o Impero di Persia o Grande Persia - 0,5 milioni di km2 (VI secolo a.C.) (l'impero originario della dinastia achemenide, situato nell'Elam; cessò di esistere nel 550 0 549 a.C., quando re Dario sfruttò le proprie ascendenze dinastiche e l'esercito per impossessarsi dell'impero medo, giunto al suo massimo splendore, inglobandone così le conquiste che includevano anche la Lydia, Urartu, Akkad, l'Assiria, Sogdia e la regione di Babilonia)[153][170]
147. Regno dei Medi - 0,5 milioni di km2 (VIII secolo a.C.) (nato prima del XI secolo a.C., fu a lungo vassallo dell'impero neo-assiro prima di dare luogo al più vasto impero che il mondo avesse mai visto fino a quel tempo, appunto l'impero medo; la precisa estensione del regno al momento della proclamazione del primo Re dei Re è tuttora sconosciuta e oggetto di dibattito)[169][171]
148. Kosala - 0,5 milioni di km2 (VIII secolo a.C.)[172]
149. Impero della dinastia Ying o regno Xu (I) in Cina -  0,5 milioni di km2 (VIII secolo a.C.)[173]
150. Impero della dinastia Chu (I) in Cina - 0,5 milioni di km2 (V secolo d.C.)[23]
151. Regno Yan in Cina - 0,5 milioni di km2 (237 d.C.) (stato fondato dal signore della guerra Gongsun Yuan, che si era opposto alla dinastia Cao Wei, a quel tempo principale se non unica potenza cinese, proclamandosi "re di Yan" nel 237; l'anno successivo il generale Wei Sima Yi sconfisse e fece uccidere Yuan; la dinastia ex Yan poté così sfruttare questo vuoto di potere per impadronirsi della Corea)[174][175]
152. Satrapie occidentali - 0,5 milioni di km2 (100 a.C.)[48]
153. Lega di Corinto - 0,5 milioni di km2 (336 a.C.)[176]
154. Impero romano d’Occidente alla caduta - 0,5 milioni di km2 (476 d.C.)[senza fonte]
155. Regno Zhao in Cina - 0,45 milioni di km2 (XIX secolo a.C.)[132]
156. Impero della dinastia Yin in Cina - 0,45 milioni di km2 (XIV secolo a.C.) (precursore dell'impero della dinastia Shang)[177]
157. Nuovo impero ittita - 0,45 milioni di km2 (1250 o 1230 a.C.)[178]
158. Alto e Basso Egitto (Antico regno D'Egitto) - 0,4 milioni di km2 (2400 a.C.)[152]
159. Regno Xia (I) in Cina (primo regno cinese) - 0,4 milioni di km2 (XX secolo a.C.)[148]
160. Antico impero assiro - 0,4 milioni di km2 (XV secolo a.C.)[145]
161. Nairi - 0,4 milioni di km2 (XI secolo a.C.) (confederazione di tribù armene, precursore dell'Urartu e dell'impero di Lydia)[55]
162. Regno Sahun - 0,4 milioni di km2 (V secolo a.C.) (originario nucleo della Mongolia da cui si svilupparono, secondo alcuni studi controversi, gli Xiongnu e gli Xianbei; nel corso dei secoli fu assoggettata da varie dinastie cinesi del Nord ad esempio Qin, Qi, Zhou e Yan)[145]
163. Regno Ju in Cina - 0,35 milioni di km2 (VII secolo a.C.)[131]
164. Regno Ran Wei in Cina - 0,35 milioni di km2 (321 d.C.)[179]
165. Regno d’Epiro - 0,3 milioni di km2 (IV secolo a.C.)[145]
166. Cina dei tre augusti e cinque imperatori - 0,3 milioni di km2 (2070 a.C.) (a volte definito anche "periodo dei tre sovrani e cinque imperatori" o solo "dei cinque imperatori"; l'effettiva determinazione dell'area di questo impero non è certa, poiché la sua storia viene spesso amalgamata con la leggenda e la religione, a tal punto che alcuni storici dubitano della sua stessa esistenza)[180][181][182]
167. Regno Shun in Cina - 0,3 milioni di km2 (XX o XXI secolo a.C.) (lo stato governato dal mitico imperatore Shun, secondo la leggenda l'ultimo o il penultimo dei cinque sovrani o cinque imperatori; la sua figura verrà poi ripresa dall'imperatore Li Zicheng Yongchang, che proclamerà il Grande Shun nel 1642, elevando a imperiale la propria dinastia con il mandato del cielo del 3 giugno 1644)[23][183]
168. Regno Wei (II) in Cina - 0,3 milioni di km2 (IV secolo a.C.)[179]
169. Regno Wu (I) o Suzhou in Cina - 0,3 milioni di km2 (VI secolo a.C.)[179]
170. Regno Dai o Tai o ducato di Dai in Cina - 0,3 milioni di km2 (III secolo d.C.) (stato fondato dal clan Tuoba degli Xianbei, fu uno dei sedici regni cinesi per poi divenire autonomo sotto la futura dinastia Jin prima e la dinastia Zhou posteriore (I) poi)[145]
171. Civiltà della valle dell'Indo - 0,3 milioni di km2 (1850 a.C.)[48]
172. Neo-impero sumero - 0,25 milioni di km2 (2200 a.C.)[145]
173. Mari - 0,25 milioni di km2 (XV secolo a.C.)[172]
174. Regno Song (I) in Cina - 0,25 milioni di km2 (VIII secolo a.C.)[179]
175. Impero elamita - 0,2 milioni di km2 (XIII secolo a.C.)[145]
176. Impero Isin - 0,2 milioni di km2 (XIII secolo a.C.)[108]
177. Frigia - 0,2 milioni di km2 (530 a.C.)[172]
178. Regno Lu in Cina - 0,2 milioni di km2 (III secolo a.C.)[131]
179. Regno Su in Cina - 0,2 milioni di km2 (XV secolo a.C.)[131]
180. Regno Yao in Cina - 0,2 milioni di km2 (XXIII secolo a.C.) (lo stato governato dal mitico imperatore Yao, secondo la leggenda uno dei cinque sovrani o cinque imperatori; la sua figura verrà poi ripresa dal presidente della Repubblica, l'imperatore Hongxian (Yuan Shikai), che rimanderà a lui il "nuovo ordine" nato con l'Impero di Cina del 1915 - 1916)[23][183]
181. Regno Liaodong - 0,18 milioni di km2 (III secolo d.C.) (originario stato della futura dinastia Jin, che governerà la Cina riunificata tra il III e il V secolo d.C.)[147][156]
182. Regno Jin o Tang in Cina - 0,2 milioni di km2 (V secolo a.C.) (il più importante stato vassallo della dinastia Zhou (I))[103]
183. Regno Wei (I) o Liang (II) in Cina - 0,2 milioni di km2 (VI secolo a.C.) (il nome "Liang" fu adottato dal IV secolo a.C., dopo lo spostamento della capitale)[179]
184. Regno Liang (I) in Cina - 0,2 milioni di km2 (VII secolo a.C.)[131]
185. Regno Yue - 0,2 milioni di km2 (V secolo a.C.)[184]
186. Impero fenicio - 0,15 milioni di km2  (XIII secolo a.C.)[185]
187. Regno di Amurru - 0,15 milioni di km2 (XVI secolo a.C.)[172]
188. Qatna - 0,15 milioni di km2 (XV secolo a.C.)[172]
189. Impero hurrita - 0,15 milioni di km2 (XXIII secolo a.C.)[186]
190. Antico impero ittita - 0,15 milioni di km2 (1550 a.C.)[108]
191. Medio impero ittita - 0,15 milioni di km2 (1450 a.C.)[178]
192. Lega delio-attica - 0,15 milioni di km2  (fine del V secolo a.C.)[159]
193. Regno Ba in Cina - 0,15 milioni di km2 (III secolo a.C.)[131]
194. Regno Dingling o Gaoche o Wei (III) in Cina - 0,15 milioni di km2 (388-392)[179]
195. Mitanni - 0,1 milioni di km2 (XIV secolo a.C.)[145]
196. Alto Egitto - 0,1 milioni di km2 (3000 a.C.)[153]
197. Larsa - 0,1 milioni di km2 (XVIII secolo a.C.)[145]
198. Yamkhad - 0,1 milioni di km2 (XVII secolo a.C.)[145]
199. Impero Maya - 0,1 milioni di km2 (500 a.C.)[65]
200. Ashanti - 0,1 milioni di km2 (XIV secolo a.C.)[145]
201. Impero nomade dei Cassiti - 0,1 milioni di km2 (XVI secolo a.C.)[172]
202. Lega peloponnesiaca - 0,1 milioni di km2 (inizio del IV secolo a.C.)[176]
203. Lagash - 0,05 milioni di km2 (2400 a.C.)[132]
204. Impero sumero (primo impero sumero) - 0,05 milioni di km2 (2400 a.C.)[187]
205. Andariq - 0,05 milioni di km2 (XVII secolo a.C.)[172]
206. Basso Egitto - 0,05 milioni di km2 (2750 a.C.)[153]
207. Regno Hatti - 0,05 milioni di km2 (XVII secolo a.C.)[172]
208. Ebla - 0,04 milioni di km2 (XIX secolo a.C.)[145]
209. Regno di Uruk - 0,02 milioni di km2 (3000 a.C.)[188]
210. Regno di Ninive - 0,016 milioni di km2 (XXV secolo a.C.)[108]
211. Regno di Ur - 0,016 milioni di km2 (XXVIII secolo a.C.)[186]
212. Regno di Kish - 0,014 milioni di km2 (XXVII secolo a.C.) (a causa del suo significato religioso che giustificava il diritto divino dei sovrani, il titolo di Re di Kish divenne poi sinonimo di Re dell'universo, a partire dall'Impero accadico)[187][189]
213. Regno di Roma - 0,012 milioni di km2 (VI secolo a.C.)

## Età medievale (476-1492)
1. Impero mongolo - 24,0 milioni di km2 (1279) (il più vasto impero di terra e con continuità territoriale di sempre; nel 1294 il khaganato fu diviso in quattro grandi khanati quando Kublai Khan era ancora in vita, con una superficie complessiva tra 19,0 e 19,5 milioni di km2; solo formalmente, continuò ad esistere fino al 1368 sotto la dinastia Yuan cinese)[190][191][192]
2. Impero mongolo riunito - 23,5 milioni di km2 (1309) (ultima riunificazione formale dell'impero mongolo, ottenuta unendo la dinastia Yuan con i tre grandi khanati in cui lo stato si era diviso nel 1294, quando il Khagan Kublai Khan era ancora in vita; la superficie complessiva era lievemente inferiore alla massima espansione del 1279 ma superava di molto quella del khaganato del 1294, pari a 19,0 o 19,5 milioni di km2; già l'anno seguente l'impero tornò a dividersi, con la dinastia Yuan che mantenne il titolo di Khagan solo a livello onorifico fino alla sua caduta nel 1368)[190][191][192]
3. Impero della dinastia Yuan o dei Grandi Yuan in Cina - 15,0 milioni di km2 (1330) (sorta a partire dal khanato della dinastia Yuan, divenuto indipendente con la dissoluzione dell'impero mongolo riunificato nel 1310; assommò su di sé i titoli di imperatore della Cina (Huangdì) e imperatore mongolo (Khagan), diventando la prima dinastia della storia ad avanzare la doppia pretesa (il titolo di Khagan le fu riconosciuto ufficialmente proprio nel 1310 dagli altri tre khanati, ma solo a livello formale); il territorio iniziale ammontava a 14,0 milioni di km2 quello stesso anno, e fu espanso fino all'apice in un ventennio; nel 1368 il potente khaganato venne diviso tra la futura dinastia Ming, la breve dinastia Shun (I) e i resti della dinastia Yuan stessa, ovvero le rimanenze della dinastia Yuan, da cui discenderanno poi i Grandi Yuan o Yuan del Nord; essi continuarono a reclamare il trono imperiale cinese e il khaganato mongolo almeno fino al XV secolo)[23][145][193][194]
4. Impero della dinastia Tang in Cina (dinastia Tang anteriore o alta dinastia Tang) - 14,0 milioni di km2 (669) (la dinastia Tang assunse il potere sulla Cina già unificata dalla dinastia Sui nel 618 e, riconquistando i territori perduti a causa di gravi ribellioni, formò il più vasto impero mai esistito nel mondo fino a quel momento; mantenne il potere per oltre tre secoli, ma tra il 690 e il 705 si assistette ad un breve interregno dell'usurpatrice dinastia Zhou (III), fondata dall'imperatrice Wu; la fase di potere prima del 690 è definita periodo anteriore dell'impero)[77][195][196][197]
5. Impero della dinastia Zhou (III) o Wu Zhou (II) o seconda dinastia Zhou o dinastia Zhou restaurata o dinastia Zhou meridionale o dinastia Wu Zetian in Cina - 13,72 milioni di km2 (fine del VII secolo) (la dinastia fondata per breve tempo dall'imperatrice Wu Zetian, che sostituì dal 16º ottobre 690 al 22º febbraio 705 l'impero Tang, di fatto usurpando il trono in una sorta di interregno; i legittimi sovrani, tuttavia, recuperarono il potere ancora prima che Wu Zetian morisse nel 16º dicembre 705)[23][77][145][198]
6. Impero della dinastia Tang in Cina (tarda dinastia Tang o bassa dinastia Tang) - 13,72 milioni di km2 (715) (la dinastia Tang riconquistò il potere sul suo vasto impero il 22º febbraio 705 dopo l'interregno dell'imperatrice Wu e governò per altri due secoli ininterrottamente nel cosiddetto periodo basso; l'area recuperata nel 705 era la stessa controllata dall'impero usurpatore Zhou (III), e corrisponde al dato massimo; tuttavia, già a partire dalla fine del VIII secolo la superficie imperiale fu ridotta fino a 5,4 milioni di km2, anche a causa della vasta ribellione di An Lushan che aveva portato alla perdita dei territori occidentali detti Xiyu)[77][199][200][201]
7. Impero mongolo di Genghis Khan - 13,5 milioni di km2 (1227)[190][191]
8. Califfato degli Omayyadi - 13,4 milioni di km2 (720 ca.) (la massima espansione fu raggiunta con i califfi della dinastia sufyanide; nel 750 tutti i suoi possedimenti, pari allora a 11,1 milioni di km2 sotto la dinastia marwanide, passarono agli Abbasidi che formarono un nuovo califfato)[69][202][203]
9. Impero della dinastia Sui in Cina - 12,16 milioni di km2 (618)[69][92][204]
10. Califfato degli Abbasidi - 11,1 milioni di km2 (751) (subentrò al califfato omayyade dei califfi marwanidi nel 750 assorbendone tutte le conquiste territoriali, pari allora a 11,1 milioni di km2, che costituirono peraltro la sua massima estensione)[69][205][206]
11. Khanato mongolo della dinastia Yuan - 11,0 milioni di km2 (1294 o 1310) (in origine stato vassallo dell'impero mongolo in quanto khanato, divenne autonomo nel 1294 per poi essere nuovamente inglobato dal Khagan nel 1309; ottenne infine il controllo della Cina nel 1310 come dinastia Yuan, proclamando il proprio sovrano imperatore e Khagan, e venne riconosciuta dagli altri tre khanati come legittimo sovrano dell'impero mongolo, benché solo formalmente; la superficie controllata era di 14,0 milioni di km2 quello stesso anno, espansa poi al suo massimo nell'arco di un ventennio)[118][145][190]
12. Impero della dinastia Ming o Grande Ming in Cina - 9,97 milioni di km2 (1460)[117][195][204]
13. Califfato dei Rashidun - 9,6 milioni di km2 (654)[205][206][207]
14. Impero della dinastia Xia (III) o Grande Xia in Cina - 9,4 milioni di km2 (XI secolo)[23][134][208]
15. Gran Khanato - 9,2 milioni di km2 (1294)[69][209]
16. Khaganato kirghiso Yenisei - 8,8 milioni di km2 (X secolo)[210][211]
17. Impero mongolo della dinastia Yuan settentrionale o dei Grandi Yuan - 8,2 milioni di km2 (1432) (dinastia Yuan anteriore o alta dinastia Yuan) (succeduti alle rimanenze della dinastia Yuan dopo la loro sconfitta nel 1388, gli Yuan del Nord o Grandi Yuan proclamarono il khaganato e formarono un vasto impero in Mongolia che venne sensibilmente espanso nei decenni successivi; fecero valere le proprie ascendenze mongole nominando Khagan (imperatore mongolo) il loro sovrano, e inoltre continuarono a reclamare il trono della Cina almeno fino al XV secolo; tra il 1479 e il 1520 la dinastia scomparve temporaneamente per poi ritornare in auge a metà del XVI secolo, ricostituendo buona parte dell'antico impero in collaborazione con alcune tribù locali di Oirati, nel cosiddetto periodo basso)[77][193][212][213]
18. Impero della dinastia Wei settentrionale in Cina - 8,0 milioni di km2 (524)[192][193]
19. Impero delle cinque dinastie e dieci regni in Cina - 8,0 milioni di km2 (X secolo)[55][208]
20. Impero delle dinastie del Nord e del Sud o delle dieci dinastie in Cina - 8,0 milioni di km2 (inizio del VI secolo d.C.)[133][135][139]
21. Impero della dinastia Yang Wu o Wu (III) in Cina - 7,9 milioni di km2 (XIII secolo)[23][214]
22. Khaganato Uiguro - 7,0 milioni di km2 (834)[215]
23. Impero della dinastia Song posteriore (II) in Cina - 6,8 milioni di km2 (XII secolo)[216]
24. Impero della dinastia Han settentrionale in Cina - 6,7 milioni di km2 (954)[196][217]
25. Impero della dinastia Xia occidentale o Xi Xia o impero Tangut in Cina - 6,5 milioni di km2 (XII secolo) (fondata con l'aiuto della popolazione Tangut, da cui provenivano i suoi imperatori, il primo dei quali era anche un discendente di Li Jiqian Zhao Baoji)[193][218]
26. Impero della dinastia Jin (III) o Kin o Jurchen Jin in Cina - 6,5 milioni di km2 (XII secolo)[145][208]
27. Impero della dinastia Xia posteriore in Cina - 6,5 milioni di km2 (XIII secolo)[75][219]
28. Impero dei dieci regni in Cina - 6,5 milioni di km2 (X secolo)[152]
29. Impero persiano dei Sasanidi - 6,4 milioni di km2 (540-622)[53][207]
30. Khaganato di Kimek o Confederazione Kimek-Kipchak - 6,4 milioni di km2 (X secolo d.C.) (principale successore del secondo khaganato turco dopo la sua dissoluzione, riunì in sé numerosi khanati minori)[220][221]
31. Khaganato turco o dei Gokturk o Turchi Celesti (primo khaganato turco) - 6,2 milioni di km2 (557)[222]
32. Impero della dinastia Xia orientale in Cina - 6,1 milioni di km2 (XII secolo)[23][223]
33. Khanato dell'Orda d'Oro - 6,0 milioni di km2 (1310)[151]
34. Impero della dinastia Song (II) in Cina - 6,0 milioni di km2 (X secolo)[23][224]
35. Secondo khaganato turco - 6,0 milioni di km2 (VIII secolo)[225]
36. Khanato khamag mongolo o confederazione mongola riunificata - 5,957 milioni di km2 (1204) (nucleo originario da cui sorse il successivo impero mongolo, la stima di oltre 5,95 milioni di km2 comprende tutte le popolazioni affiliate; l'area del primo impero di Gengis Khan, tuttavia, ammontava a circa 4,0 milioni di km2 nello stesso 1204)[192][226]
37. Impero Rashtrakuta in India - 5,5 milioni di km2 (IX secolo)[227]
38. Khaganato di Kazaria - 5,5 milioni di km2 (VI secolo)[226]
39. Califfato dei Turchi Ottomani - 5,2 milioni di km2 (1492)[205]
40. Califfato dei Fatimidi - 5,1 milioni di km2 (969)[202]
41. Khaganato Rouran - 5,0 milioni di km2 (546)[207]
42. Impero della dinastia Tang posteriore in Cina - 5,0 milioni di km2 (957)[193]
43. Impero della dinastia Shun (I) in Cina - 5,0 milioni di km2 (1390 ca.)[76][228]
44. Impero mongolo della vera dinastia Yuan o rimanenze della dinastia Yuan o dei Grandi Yuan - 5,0 milioni di km2 (1372) (resti della dinastia Yuan dopo la dissoluzione del khaganato nel 1368, quando il suo immenso territorio venne per buona parte conquistato dalla breve dinastia Shun (I) e dalla futura dinastia Ming; le rimanenze della dinastia Yuan continuarono a reclamare il trono della Cina e il titolo di imperatore mongolo (Khagan), combattendo contro gli usurpatori per due decenni; tuttavia vennero sconfitte definitivamente nel 1388, ritirandosi nel cuore della Mongolia dove proclamarono un nuovo impero con il nome di Grandi Yuan o Yuan del Nord, formando così un potente khaganato)[229][230][231]
45. Impero Corasmio - 4,9 milioni di km2 (1219)[232]
46. Khanato Tatar - 4,9 milioni di km2 (XII secolo) (identificato a partire dal XII secolo con la confederazione tartara)[233][234]
47. Impero della dinastia Yan (III) o regno An-Shi o regno Yan o Grande Yan in Cina - 4,8 milioni di km2 (756 - 763) (stato formato dal generale cinese An Lushan dopo una feroce rivolta all'impero della dinastia Tang di Xuanzong, la cosiddetta ribellione di An-shi o di Tianbao, che aveva costretto l'imperatore alla fuga catturando persino la capitale Chang'an; l'impero durò soltanto sette anni anche a causa di conflitti interni, che portarono lo stesso An Lushan a morire assassinato nel 757; nel 763, dunque, lo stato fu riassorbito dall'impero Tang ma i vasti territori occidentali (Xiyu) si distaccarono, ottenendo l'indipendenza e compromettendo la stabilità del secolare impero, la cui area fu drasticamente ridotta)[23][235][236]
48. Impero del Tibet - 4,7 milioni di km2 (800)[237]
49. Impero timuride - 4,6 milioni di km2 (1405)[238][239]
50. Khanato Kara-Khanid - 4,6 milioni di km2 (890 ca.)[233]
51. Impero Pala in India - 4,6 milioni di km2 (850)[70][73]
52. Impero della dinastia Liao o Grande Liao in Cina - 4,6 milioni di km2 (1120)[23][193]
53. Impero della dinastia Shu posteriore in Cina - 4,5 milioni di km2 (926)[23]
54. Khanato Naiman - 4,5 milioni di km2 (XII secolo)[233]
55. Khaganato turco occidentale - 4,4 milioni di km2 (604)[109]
56. Impero della dinastia Zhou posteriore (II) in Cina - 4,4 milioni di km2 (929)[151]
57. Impero della dinastia Han posteriore (II) in Cina - 4,4 milioni di km2 (947-951)[23]
58. Khanato degli Unni Bianchi - 4,3 milioni di km2 (490)[80][240][241]
59. Impero della dinastia Jin posteriore (I) o Shi Jin in Cina - 4,2 milioni di km2 (947)[81]
60. Impero della dinastia Qi in Cina - 4,2 milioni di km2 (VI secolo)[242]
61. Sultanato di Ghurido - 4,1 milioni di km2 (1183)[216]
62. Khaganato turco orientale - 4,0 milioni di km2 (615)[190]
63. Impero Karkota-Kashmir - 4,0 milioni di km2 (750)[190]
64. Impero della dinastia Yao Qin o ex Qin in Cina - 4,0 milioni di km2 (524)[81]
65. Impero della dinastia Liang posteriore (III) in Cina - 4,0 milioni di km2 (934)[23]
66. Impero della dinastia Han meridionale in Cina - 4,0 milioni di km2 (934)[207]
67. Tardo impero unno - 4,0 milioni di km2 (490 ca.) (frammentato in molti regni vassalli entro la fine del secolo)[144][243][244]
68. Impero dei Turchi Selgiuchidi o Grande Seljuq - 4,0 milioni di km2 (1080)[245]
69. Ilkhanato - 3,9 milioni di km2 (1310)[246]
70. Khaganato Qara Del - 3,9 milioni di km2 (1463)[209]
71. Impero della dinastia Tang meridionale o Nantang o Jiangnan in Cina - 3,9 milioni di km2 (945)[216]
72. Impero della dinastia Han Shu (II) in Cina - 3,8 milioni di km2 (X secolo)[207]
73. Impero Tughlaq - 3,75 milioni di km2 (1372)[73]
74. Impero della dinastia Zhou Shun in Cina - 3,7 milioni di km2 (VI secolo)[18]
75. Impero samanide - 3,7 milioni di km2 (928)[247]
76. Khanato dell'Orda Bianca - 3,6 milioni di km2 (XIV secolo)[248]
77. Impero della dinastia Chola nel sud est asiatico - 3,6 milioni di km2 (1050)[246]
78. Impero della dinastia Wei occidentale in Cina - 3,6 milioni di km2 (550)[55]
79. Impero della dinastia Wei Orientale in Cina - 3,5 milioni di km2 (524)[57]
80. Sultanato di Delhi - 3,5 milioni di km2 (1450 ca.)[73]
81. Impero romano d'Oriente o Impero bizantino - 3,5 milioni di km2 (565, alla morte di Giustiniano) (alcune dispute territoriali riducono lievemente l'estensione a 3,4 milioni di km2)[91][249]
82. Khanato Chagatai - 3,5 milioni di km2 (1325 ca.)[250]
83. Impero dei Ghaznavidi - 3,5 milioni di km2 (1029)
84. Khanato dei Keraiti - 3,5 milioni di km2 (1125)[192]
85. Impero della dinastia Song (I) o Song anteriore (III) in Cina - 3,5 milioni di km2 (549)[23]
86. Impero della dinastia Liang (II) in Cina - 3,4 milioni di km2 (557)[132]
87. Sultanato Ghaznavide - 3,4 milioni di km2 (1187)
88. Califfato degli Almoravidi - 3,3 milioni di km2 (1147)
89. Sultanato di Madurai - 3,3 milioni di km2 (1422)[251]
90. Impero Kitai della dinastia Liao occidentale (I) o khanato Qara Kithai o Grande Liao in Cina - 3,3 milioni di km2 (1192)[23][193]
91. Protettorato generale per la pacificazione del Nord o protettorato di Anbei - 3,2 milioni di km2 (VII secolo) (stato vassallo della dinastia Tang anteriore, annesso ufficialmente all'impero e successivamente perso dopo la breve usurpazione dell'imperatrice Wu, che fondò la dinastia Zhou (III); era il più grande dei sei principali protettorati Tang nonché dei dieci circuiti governativi)[168][252]
92. Khanato dell'Orda Blu - 3,1 milioni di km2 (XIV secolo)
93. Impero Tu'i Tonga in Oceania - 3,1 milioni di km2 (fine del XV secolo) (l'effettiva area di influenza è molto dibattuta, infatti diverse isole e regioni si limitavano a pagare tributi ma non sembravano sottoposti al controllo dell'autorità centrale)[54][253]
94. Khanato Mergid - 3,1 milioni di km2 (1190 ca.)[226]
95. Khanato Tayichiud - 3,1 milioni di km2 (XII secolo)[233][254]
96. Impero della dinastia Song meridionale (II) in Cina - 3,1 milioni di km2 (XIII secolo)[55][255]
97. Impero della dinastia Song settentrionale o ex Song (II) in Cina - 3,0 milioni di km2 (XII secolo)[23][256]
98. Regno Liang (IV) o impero Liang (II) in Cina - 3,0 milioni di km2 (621) (stato fondato nel 618 dal generale cinese XIao Xian, che si proclamò "imperatore di Liang" dopo la caduta della dinastia Sui, conquistando numerosissimi territori nel tentativo di ripristinare la dinastia Liang (II) da cui discendeva; fu sconfitto dal generale Li Xiaogong della dinastia Tang e giustiziato nel 621)[257][258][259]
99. Primo impero portoghese - 3,0 milioni di km2 (1492)[260]
100. Impero della dinastia Chen in Cina - 2,9 milioni di km2 (577)[19]
101. Khaganato di Moghulistan o Khanato Chagatai orientale - 2,85 milioni di km2 (1441)[209]
102. Khanato keraita - 2,8 milioni di km2 (X secolo)[233][254]
103. Impero della dinastia Liao occidentale (II) in Cina - 2,8 milioni di km2 (1232)[133]
104. Impero della dinastia Jurchen in Cina - 2,8 milioni di km2 (X secolo) (fondata con l'aiuto dei popoli Jurchen, da cui provenivano i suoi sovrani)[261]
105. Tardo Impero Bizantino di Manuele I - 2,7 milioni di km2 (1188)[91]
106. Califfato Ayyubide - 2,7 milioni di km2 (1193 alla morte di Saladino)[243]
107. Impero della dinastia Zhou (II) in Cina o regno Zhou - 2,7 milioni di km2 (577)[23]
108. Impero della dinastia Liang settentrionale in Cina - 2,7 milioni di km2 (522)[23]
109. Sultanato Khilji - 2,7 milioni di km2 (1290)[73]
110. Areale conteso del sultanato Majapahit - 2,7 milioni di km2 (fine del XV secolo) (insieme di territori che il sultanato Majapahit vantava come propri possedimenti; in realtà molti di essi non riconoscevano la sovranità Majapahit e non pagavano alcun tributo, il che riduce l'area a circa 1,0 milioni di km2; considerando numerosi altri stati su cui Majapahit non esercitava di fatto nessuna influenza o quasi, l'area del sultanato è ulteriormente ridotta al "cuore" dell'impero, ossia un nucleo di circa 0,41 milioni di km2; in effetti Majapahit deteneva la supremazia solo sulle acque, come talassocrazia: da qui il nome di "Regno del Mare")[262][263][264]
111. Khaganato Turgesh - 2,6 milioni di km2 (VII secolo)[190]
112. Impero della dinastia Liao posteriore in Cina - 2,6 milioni di km2 (1213-1219) (governò per soli sei anni prima di essere conquistata dalla dinastia Liao occidentale)[133][265]
113. Impero della dinastia Wu (III) o Li Zitong in Cina - 2,6 milioni di km2 (620) (stato fondato da Li Zitong, capo di una ribellione contadina alla dinastia Sui, che si era proclamato imperatore dopo la morte di Yangdi Sui nel 618; sconfitto da Du Fuwei dopo aver ottenuto importanti vittorie, si diresse a Sud e spodestò l'altro capo ribelle Shen Faxing, impossessandosi dei suoi domini; si arrese nel 621 per poi fuggire cercando di ripristinare il proprio impero, ma venne giustiziato nel 622)[266][267][268]
114. Impero Pandya - 2,5 milioni di km2 (1250)[93]
115. Impero Chalukya - 2,5 milioni di km2 (510)[107]
116. Regno di Norvegia - 2,322 milioni di km2 (1347)[65]
117. Impero della dinastia Qi settentrionale in Cina - 2,3 milioni di km2 (524)[118]
118. Impero della dinastia Qi meridionale in Cina - 2,3 milioni di km2 (507)[207]
119. Impero della dinastia Chen settentrionale in Cina - 2,3 milioni di km2 (526)[23]
120. Impero saffaride - 2,3 milioni di km2 (IX secolo)[269]
121. Protettorato generale per la pacificazione dell'Ovest o protettorato di Anxi - 2,3 miilioni di km2 (VII secolo) (stato vassallo della dinastia Tang, poi annesso all'impero; era unito al minore protettorato di Beiting)[208][270]
122. Impero della dinastia Wang Shu o ex Shu in Cina - 2,2 milioni di km2 (925)[53]
123. Regno Song (II) in Cina - 2,2 milioni di km2 (615-623) (stato fondato dal militare ribelle Fu Gonshi, luogotenente di Du Fuwei (un generale che intendeva impadronirsi delle regioni meridionali della Cina sfruttando la transizione tra Sui e Tang); Du Fuwei aveva rinunciato all'impresa per riconciliarsi con la dinastia Tang di Gaozu, lasciando le redini a Fu Gonshi, che conquistò un ampio territorio proclamandosi imperatore; nel 624 però egli fu sconfitto e giustiziato, così il suo progetto di costruire un impero personale fallì)[179][271]
124. Sultanato mamelucco - 2,1 milioni di km2 (1260 ca.)[152]
125. Impero Chalukya Occidentale - 2,1 milioni di km2 (inizio del VIII secolo)
126. Impero Khara-Khoja o Gaochang in Tibet - 2,1 milioni di km2 (XI secolo)[272]
127. Impero del Quojo in Tibet - 2,1 milioni di km2 (XIII secolo)[273]
128. Impero della dinastia Zhou settentrionale (II) in Cina - 2,1 milioni di km2 (555)[117]
129. Impero Inca - 2,0 milioni di km2 (fine del XV secolo)[274]
130. Regno di Hedong o impero della dinastia Jin (II) o dinastia ex Jin in Cina - 2,0 milioni di km2 (921) (principale predecessore dell'impero Tang posteriore)[275]
131. Impero della dinastia Shun posteriore in Cina - 2,0 milioni di km2 (XV secolo)[76][228]
132. Regno Xia (III) o impero della dinastia Xia (II) o dinastia Li Jiqian in Cina - 2,0 milioni di km2 (inizio del XI secolo) (stato fondato dal generale cinese Li Jiqian, organizzatore di una pericolosa ribellione contro la dinastia Song (II), che governava la maggior parte della Cina, nel 984; l'imperatore Song Zhenzong accettò di riconoscere la nuova dinastia Xia, e Li Jiqian si proclamò imperatore Zhao Baoji; la superficie iniziale del dominio di Li Jiqian ammontava a circa 0,3 milioni di km2; egli stesso, però, ruppe il patto con Zhenzong e gli dichiarò guerra, ampliando sensibilmente l'impero fino alla sua massima espansione grazie ad efficaci campagne militari; dai suoi discendenti deriverà la futura dinastia Xia occidentale)[223][276][277]
133. Califfato omayyade di Cordoba - 1,9 milioni di km2 (XII secolo)[202]
134. Impero dell'Orda Nogai - 1,9 milioni di km2 (1338)[191]
135. Impero della dinastia Jingnan in Cina - 1,9 milioni di km2 (VI secolo)[23]
136. Impero della dinastia Chu in Cina - 1,9 milioni di km2 (metà del IX secolo)[23]
137. Sultanato Buwayhida - 1,8 milioni di km2 (958)[278]
138. Impero della dinastia Chen meridionale in Cina - 1,8 milioni di km2 (VI secolo)[92]
139. Impero della dinastia Ma Chu in Cina - 1,8 milioni di km2 (904)[23]
140. Impero della dinastia Liao settentrionale in Cina - 1,8 milioni di km2 (fine del XII secolo)[133]
141. Impero della dinastia Yan (III) in Cina - 1,8 milioni di km2 (930 - 932)[23][122]
142. Impero della dinastia Liang orientale in Cina - 1,7 milioni di km2 (V secolo)[23]
143. Impero della recente dinastia Shu o Meng Shu in Cina - 1,7 milioni di km2 (934)[279]
144. Califfato Almohade - 1,62 milioni di km2 (930) (a volte riconosciuto solo come sultanato)[253]
145. Regno Liang (II) in Cina - 1,6 milioni di km2 (619) (stato fondato nel 618 dall'ufficiale cinese Shen Faxing, dopo la morte dell'imperatore Sui Yangdi a causa di un colpo di stato di Yuwen Waiji; Faxing riuscì a sconfiggere Waiji stesso lungo la strada e conquistò vasti territori, proclamandosi "re di Liang" forse per emulare la dinastia Liang (II); nel 620 fu coinvolto in un complotto e si suicidò gettandosi in un fiume; il generale ribelle Li Zitong, imperatore di Wu, acquisì i suoi domini)[280][281][282]
146. Impero Chera in India - 1,55 milioni di km2 (XII secolo)[79]
147. Impero Songhai - 1,5 milioni di km2 (XII secolo)[23]
148. Impero Gauda - 1,5 milioni di km2 (V secolo)[283]
149. Khaganato degli Xueyantuo o Seyanto - 1,5 milioni di km2 (VII secolo) (gli Xueyantuo, risultato dell'unione delle originarie tribù Xue o Xinli e Yantuo, si allearono con la dinastia Tang per sconfiggere i Gokturk, costituendo così per breve tempo il proprio khaganato)[283]
150. Impero della dinastia Min in Cina - 1,5 milioni di km2 (IX secolo)[66]
151. Impero della dinastia Liang (III) o Liang meridionale o Nan Liang in Cina - 1,5 milioni di km2 (585)[284]
152. Impero della dinastia Qian in Cina o regno Wuyue - 1,5 milioni di km2 (X secolo)[224][284]
153. Regno Zhou - 1,5 milioni di km2 (565) (nel 577 si autoproclamò impero sotto la dinastia Zhou (II))[23][285]
154. Protettorato di Chanyu - 1,5 milioni di km2 (689) (stato vassallo della dinastia Tang nella Cina centrale)[257][258]
155. Impero della dinastia Jou Shu in Cina - 1,4 milioni di km2 (VI secolo)[23]
156. Regno Xia (II) in Cina - 1,4 milioni di km2 (619-621) (stato fondato per breve tempo da Dou Jiande, organizzatore di una violenta rivolta contadina durante la transizione tra Sui e Tang (nota come ribellione di Hebei); nel 621 Dou Jiande fu catturato e condannato a morte, e il suo impero venne riconquistato dalla dinastia Tang di Gao Zu; tuttavia, nel 623 il suo principale alleato, il generale Liu Heita (che aveva combattuto anche per Li Mi) riuscì a riconquistare buona parte del territorio originario grazie ad un'efficace campagna militare; il suo sogno durò poco, poiché alla fine dello stesso 623 Liu Heita fu catturato e giustiziato a tradimento da Zhuge Dewei, e il secondo regno di Xia si dissolse del tutto)[179][286]
157. Califfato degli Aghlabidi - 1,4 milioni di km2 (X secolo)[287]
158. Impero del Mali - 1,33 milioni di km2 (1132)[283]
159. Impero della dinastia Wu Zhou (I) o ex Zhou in Cina - 1,3 milioni di km2 (VI secolo)[23]
160. Regno Zheng o impero Zheng in Cina - 1,3 milioni di km2 (619) (stato formato nel 619 dal generale Wang Shichong, che dopo aver servito efficacemente la dinastia Sui depose il suo ultimo imperatore, Yang Tong, con la promessa di restituirgli il trono una volta cresciuto; in realtà lo fece avvelenare e strangolare ma, visto che la sua nomina non era stata riconosciuta, si dichiarò imperatore dello stato di Zheng, che fu rapidamente espanso grazie alla conquista dei territori del capo ribelle Li Mi; fu assassinato nel 621 dall'alto ufficiale Dugu Xiude della dinastia Tang, probabilmente per vendetta)[288][289]
161. Protettorato generale per la pacificazione dell'Est o protettorato di Andong - 1,3 milioni di km2 (669) (stato vassallo creato dopo che la dinastia Tang aveva conquistato i tre regni coreani nel 635, ufficialmente annesso all'impero nel 668; era unito al minore protettorato di Dongyi)[118][290]
162. Impero di Aksum - 1,25 milioni di km (V secolo)
163. Sacro Romano Impero di Carlo Magno o impero carolingio - 1,2 milioni di km2 (800) (ridimensionato da alcuni storici a 1,0 milioni di km2 considerandone l'effettiva sfera di controllo)[53][145][216]
164. Impero Srivijaya - 1,2 milioni di km2 (XIII secolo)[269]
165. Impero Khmer - 1,2 milioni di km2 (1150)[269]
166. Califfato degli Idrisidi - 1,2 milioni di km2 (X secolo)[287]
167. Impero della dinastia Liao orientale in Cina - 1,2 milioni di km2 (XIII secolo)[133]
168. Impero di Makuria - 1,18 milioni di km2 (1272)
169. Impero del Ghana - 1,12 milioni di km2 (1076)
170. Impero di Alodia - 1,1 milioni di km2 (VI secolo)[151]
171. Impero della dinastia Ziyarid in Yemen - 1,1 milioni di km2 (IX secolo)[269]
172. Impero Goguryeo in Corea e Manciuria esterna - 1,1 milioni di km2 (642)[193]
173. Impero della dinastia Liao meridionale in Cina - 1,1 milioni di km2 (XIII secolo)[133]
174. Regno Huainan o impero della dinastia Wu meriodionale (II) o Wu (III) in Cina - 1,1 milioni di km2 (seconda metà del X secolo)[133]
175. Regno Wuyue in Cina - 1,1 milioni di km2 (inizio del X secolo)[179]
176. Impero Chalukya Orientale - 1,0 milioni di km2 (inizio del VIII secolo)
177. Impero Harsha - 1,0 milioni di km2 (VII secolo)[73]
178. Despotato di Epiro - 1,0 milioni di km2 (XIII secolo)
179. Impero azteco - 1,0 milioni di km2 (fine del XV secolo)
180. Impero Sena in India - 1,0 milioni di km2 (XII secolo)[113]
181. Balhae o stato di Jin (II) - 1,0 milioni di km2 (VIII secolo) (stato fondato dal re Dae Joyeong in Corea, Manciuria ed estremo oriente dell'attuale Russia; Joyeong si era liberato dalla dominazione della dinastia Tang sulla Corea sfruttando l'interregno della dinastia Zhou (III); gli imperatori Tang continuarono a vederlo come tributario per oltre mezzo secolo, quando in realtà era del tutto autonomo: infatti i suoi re non potevano accettare di restare sottoposti all'autorità dello Huangdi, che si considerava signore di tutto il mondo civilizzato)[291][292][293]
182. Khaganato Jurchen in Mongolia - 1,0 milioni di km2 (XII secolo) (impero nomade costituito dalla popolazione dei Jurchen, predecessori dei futuri Nuzhen chiamati anche Tartari Jin o Manciù)[190][294]
183. Quattro Oirati uniti - 1,0 milioni di km2 (XV secolo) (confederazione di quattro grandi tribù degli Oirati in Mongolia, che convisse con gli Yuan del Nord per quasi due secoli dopo averli aiutati a ricostruire il loro impero in seguito ad una grande sommossa popolare che aveva fatto scomparire la dinastia; divenne un impero a tutti gli effetti nel XVI secolo)[148]
184. Impero di Nekor - 0,9 milioni di km2 (VII secolo)[269]
185. Confederazione dei Regni Crociati - 0,9 milioni di km2 (XIII secolo)
186. Impero vandalo in Italia e Nord Africa - 0,9 milioni di km2 (VI secolo)
187. Protettorato di Mengchi - 0,9 milioni di km2 (VIII secolo) (stato vassallo della dinastia Tang, per buona parte perso nella guerra contro gli Abbasidi del 751)[295][296]
188. Impero della dinastia Xia Zhou in Cina - 0,85 milioni di km2 (fine del X secolo)[23][223]
189. Primo impero bulgaro (zarato bulgaro) - 0,807 milioni di km2 (1100 ca.)
190. Impero tolteco in Messico - 0,8 milioni di km2 (XI secolo)
191. Khaganato degli Avari - 0,8 milioni di km2 (IX secolo)[48]
192. Regno Liang (V) o impero Liang (III) in Cina - 0,75 milioni di km2 (619) (stato fondato nel 618 da Liang Shidu, capo di una rivolta contadina che gli aveva permesso di conquistare diverse regioni strategiche di Cina e Mongolia interna, sfruttando la caduta della dinastia Sui; la sua elevazione a "imperatore di Liang" fu sostenuta dal khaganato turco orientale; governò per un decennio perdendo vari territori in favore della dinastia Tang di Gao Zu e Taizong; il 3º giugno 628, con i Turchi divisi e incapaci di fornirgli aiuto, fu assassinato dal cugino Liang Luoren e l'impero crollò, permettendo ai Tang di riprendere tutti i domini persi dalla dinastia Sui)[297][298]
193. Impero di Nicea - 0,7 milioni di km2 (XIII secolo)
194. Impero Tu'i Manua in Oceania -  0,7 milioni di km2 (inizio del X secolo)
195. Regno Dali in Cina - 0,7 milioni di km2 (XIII secolo)[135]
196. Regno Wei (IV) o regno Hu in Cina - 0,7 milioni di km2 (617) (stato fondato dallo stratega Liu Zhiyuan (noto come Li Mi o Xiansui) che già nel 613 aveva aiutato Yang Xuangan in una ribellione contro la dinastia Sui, miseramente fallita e conclusa con la morte di quest'ultimo; secondo le profezie Li Mi doveva diventare il futuro imperatore, e questo gli garantì l'appoggio di molte forze, in particolare quelle del generale ribelle Zhai Rang; grazie al suo aiuto Li Mi conquistò un consistente territorio e si dichiarò duca - come suo nonno - e poi re di Wei, indipendente da Sui ma non ancora imperatore, proclamando nel proprio nome la nuova "era Xuansui"; nel 617 uccise Zhai Rang in un'imboscata, ma lo stesso anno fu costretto ad arrendersi all'imperatore Tang Gaozu, salvo poi ribellarsi di nuovo e venire giustiziato nel 619; il generale ribelle Wang Shichong acquistò i territori perduti da Li Mi)[299][300]
197. Impero di Pagan in Myanmar (primo impero birmano) - 0,67 milioni di km2 (XII secolo)
198. Regno di Edessa - 0,6 milioni di km2 (XIII secolo)
199. Impero Visigoto - 0,6 milioni di km2 (580)[301]
200. Impero angioino - 0,6 milioni di km2 (XII secolo)[145]
201. Regno Liang (III) o impero Liang (I) in Cina - 0,55 milioni di km2 (618) (stato fondato nel 618 dal generale cinese Li Gui, che si proclamò "imperatore di Liang" dopo la caduta della dinastia Sui; progettò di stringere un accordo con l'imperatore Gaozu dell'emergente dinastia Tang, con cui era imparentato, ma cambiò idea; fu infine rovesciato dall'ambasciatore Tang An Xinggui, che aveva finto di sottomettersi a lui per sobillare i suoi sudditi, e venne così giustiziato nel 619)[257][258][259]
202. Impero Tu'i Pulotu in Oceania -  0,5 milioni di km2 (inizio del X secolo)
203. Khanato Khori Tumed - 0,5 milioni di km2 (IX secolo)[233][254]
204. Protettorato generale per la pacificazione del Sud o protettorato di Annam - 0,5 milioni di km2 (VII secolo) (stato vassallo della dinastia Tang anteriore, poi annesso all'impero e successivamente perso nel VIII secolo a seguito della breve usurpazione dell'imperatrice Wu, che fondò la dinastia Zhou (III))[295]
205. Impero Xu o regno Xu (II) in Cina -  0,5 milioni di km2 (619) (stato fondato dal generale Yuwen Huaji, autore di un colpo di stato nel 618 concluso con la morte dell'imperatore Yang Guang e l'ascesa del nipote Yang Hao, principe di Qin nonché uno dei pretendenti al trono della dinastia Sui; in realtà intendeva usarlo per i propri mezzi, senza concedergli di regnare, per questo si proclamò reggente con successo; nonostante fosse al comando della potente armata d'élite Xiaoguo, fu sconfitto da Li Mi, Li Shentong e Dou Jiande; nel 619, sapendo che la sconfitta era vicina, volle diventare imperatore prima di morire: così avvelenò Yang Hao e si proclamò imperatore di Xu, ormai ridotto a un piccolo e fragile stato, prima di venire sconfitto e giustiziato quello stesso anno)[302][303][304]
206. Impero della dinastia Liang occidentale (II) o Liang posteriore (II) in Cina - 0,5 milioni di km2 (seconda metà del VI secolo) (stato fantoccio della dinastia Zhou settentrionale (II) prima e della dinastia Sui successivamente, nato dalla disgregazione del vasto impero Wei settentrionale)[305][306]
207. Regno Chu (II) o Da Chu o Grande Chu in Cina - 0,5 milioni di km2 (1127 d.C.) (stato fantoccio della dinastia Jurchen Jin)[135]
208. Secondo impero bulgaro (zarato bulgaro) - 0,47 milioni di km2 (1350 ca.)
209. Sultanato Majapahit - 0,41 milioni di km2 (fine del XIV secolo) (area calcolata escludendo numerosi regni vassalli e 98 regioni tributarie su cui Majaphit aveva poca o nessuna influenza; includendo tutti gli stati che dichiarava di dominare, spesso solo formalmente, l'area sale a circa 1,0 milioni di km2, leggermente inferiore a quella dell'impero Srivijaya; le "pretese" Majapahit in realtà mostravano un areale di addirittura 2,7 milioni di km2, tuttavia questa versione viene scartata a priori perché quasi nessuno stato al di fuori del confine ufficiale riconosceva la sovranità del sultanato o pagava tributi)[243][262][269]
210. Regno di Nobazia - 0,4 milioni di km2 (VI secolo)
211. Sultanato di Rum in Anatolia - 0,4 milioni di km2 (XI secolo)[190]
212. Ostikhanato di Armenia - 0,39 milioni di km2 (805)
213. Shogunato Kamakura - 0,38 milioni di km2 (1150)[207]
214. Impero Silla riunificato in Corea - 0,37 milioni di km2 (IX secolo)[307]
215. Impero latino - 0,34 milioni di km2 (XIV secolo)
216. Impero di Trebisonda - 0,3 milioni di km2 (XIII secolo)
217. Impero Singhasari - 0,3 milioni di km2 (VIII secolo)[269]
218. Impero serbo - 0,27 milioni di km2 (1355)[169]
219. Sultanato di Malacca - 0,21 milioni di km2 (metà del XIV secolo)[269]
220. Impero di Tanjungpura o Regno di Pietra - 0,2 milioni di km2 (VII secolo)[308]
221. Impero Maya - 0,2 milioni di km2 (fine del XVI secolo)
222. Impero vietnamita - 0,16 milioni di km2 (XV secolo sotto la dinastia Ly)
223. Regno Sailendra - 0,13 milioni di km2 (XIII secolo)[269]
224. Stato di Jin (I) in Corea - 0,11 milioni di km2 (Vi secolo)[290]

## Età moderna (1492-1815)
1. Impero russo - 23,7 milioni di km2 (1790 ca.)[309][310]
2. Impero spagnolo - 19,4 milioni di km2 (1748) (14,75 milioni escludendo tutte le rivendicazioni sull'intera Patagonia e sulla Louisiana francese; 16,85 milioni escludendo le rivendicazioni sull'originario territorio dell'Oregon; inoltre, alcune dispute territoriali minori con l'impero portoghese hanno portato alcuni studiosi a calcolare l'estensione di questo impero addirittura a 20,0 o 20,4 milioni di km2, tuttavia questo dato eccessivo non può trovare alcuna conferma)[311][312][313]
3. Impero della dinastia Qing o Manciù-Qing o dei Grandi Qing in Cina - 15,0 milioni di km2 (1790) (la denominazione Qing o Manciù-Qing è indifferente e deriva dall'originaria dinastia Manciù, che nel 1616 era arrivata a controllare 10,76 milioni di km2; alcuni storici distinguono però due fasi: la prima dal 1636 al 1800 e la seconda dal 1800 al 1912; nell'ultimo caso, la massima espansione fu di 14,7 milioni di km2 nel 1850)[78][284][314]
4. Impero francese (primo impero coloniale francese) -  24,0 milioni di km (1534/1980)2 (1680 ca.) (10,0 milioni escludendo i protettorati)[253]
5. Impero portoghese - 10,4 milioni di km2 (1750 ca.) (9,6 milioni escludendo alcune rivendicazioni dell'impero spagnolo)[54][260][313]
6. Impero della dinastia Jin posteriore (II) o dinastia Jin (IV) o Grande Jin in Cina - 12,73 milioni di km2 (1636) (discendente dell'originaria dinastia Manciù e della recente dinastia Jin mongola, giocò un ruolo decisivo nel predisporre la caduta della dinastia Ming a favore del Grande Shun e della minore dinastia Xi; elevata da khanato a khaganato dal suo primo Khagan, Nurhaci, venne poi sostituita dalla dinastia Qing nel 1636) (il nome "dinastia Jin (IV)" anziché "dinastia Jin posteriore (II)" è poco utilizzato e dubbio; in lingua manciù si traduce come "Lo stato dorato")[23][118][152][315]
7. Impero della dinastia Manciù in Cina - 10,76 milioni di km2 (1616)[23][207][216]
8. Impero della dinastia Ming o Grande Ming in Cina - 10,4 milioni di km2 (1550 ca.)[23][118][195]
9. Impero britannico (primo impero coloniale britannico) - 9,86 milioni di km2 (1775, prima della perdita di parte delle tredici colonie nordamericane a seguito della guerra d'indipendenza americana)[196][253][316]
10. Impero olandese - 9,6 milioni di km2 (1812) (4,8 milioni escludendo i protettorati)[216][309][317]
11. Impero della dinastia Shun (II) o Grande Shun in Cina - 9,1 milioni di km2 (8º febbraio 1644 - fine del 1645) (salita al potere tra i Ming e i Qing, venne riconosciuta ufficialmente, ma poté regnare solo durante una breve fase di transizione inferiore ai due anni prima di soccombere ai secondi; dopo il crollo dell'impero del Grande Shun alla fine del 1645, uno stato lealista noto come Da Shun o appunto Grande Shun continuò a resistere ai Qing fino al 1652)[195][207][211] (di fatto questa dinastia regnò per meno di un anno; venne infatti fondata nel 1642 da Li Zicheng, funzionario Ming a capo di un'enorme sommossa contadina in Xinjiang, ma lo stesso Li Zicheng volle essere nominato solamente "re della Cina" con il nome di Xinshun, anziché "imperatore per diritto divino", onde evitare rivolte; solo il 3º giugno 1644 Li Zicheng ricevette il mandato dal cielo come primo - e unico - imperatore Shun, proclamandosi Yongchang; due giorni dopo Pechino cadde e la dinastia Shun (II) venne confermata con il nome ufficiale di "Grande Shun"; tuttavia non poté governare a lungo, poiché già nel 1645 Li Zicheng fu ucciso dagli alleati dei Qing e l'impero del Grande Shun cadde) (dopo l'incoronazione ufficiale a imperatore, Li Zicheng intendeva rinominare la dinastia come "dinastia Yongchang" in proprio onore ma non lo fece mai, mentre il nome "Shun" già presente nel 1642 si rifaceva al celebre imperatore Shun)[24][279][318][319]
12. Impero napoleonico durante la campagna di Russia - 7,3 milioni di km2 (per breve tempo nel 1811-1812 e considerando l'annessione della Louisiana francese nel 1809)[309]
13. Impero degli Yuan del Nord o Grandi Yuan in Mongolia - 7,2 milioni di km2 (1550) (tarda dinastia Yuan o bassa dinastia Yuan) (seconda fase della dinastia Yuan settentrionale, che aveva perso tutto il proprio potere tra il 1479 e il 1520 a causa di una grande sollevazione popolare fino a scomparire; nel XVI secolo il khaganato ritornò in auge collaborando con le tribù locali di Oirati e ricostruendo buona parte del precedente impero in tre decenni esatti)[192][193][320][321]
14. Unione Iberica - 7,1 milioni di km2 (XVI secolo)[54]
15. Impero ottomano -  6,9 milioni di km2 (1683)[322][323] (5,8 milioni escludendo gli stati vassalli e tributari)[205][284]
16. Impero della dinastia Ming meridionale o Grande Ming in Cina - 6,5 milioni di km2 (1644) (questa dinastia succedette i Ming al potere dopo la loro caduta e l'avvento dell'impero del Grande Shun, governando un vasto territorio con capitale originaria Nanchino prima di soccombere ai Qing; tuttavia riuscì a regnare solo per due decenni, dal 1644 al 1662, peraltro frammentandosi tra vari pretendenti al trono e nominando in contemporanea più imperatori o principi in guerra fra loro; le sue ultime rimanenze guidate da Coxinga formarono il regno di Tugning a Taiwan)[55][195][324]
17. Khanato degli Zungari - 6,4 milioni di km2 (fine del XVII secolo) (uno degli ultimi khanati nonché imperi nomadi di considerevoli dimensioni della storia, l'ultimo discendente dall'impero mongolo; nacque dallo smembramento della dinastia Yuan settentrionale mongola con una superficie iniziale di 3,5 o 4,0 milioni di km2; ottenne l'indipendenza dalle tribù degli Oirati e si espanse notevolmente finché nel XVIII secolo, dopo una guerra durata oltre trent'anni, fu infine assoggettato dall'impero Qing)[192][320][325]
18. Gran Principato di Mosca - 6,0 milioni di km2 (1547)[310]
19. Impero britannico (primo impero coloniale britannico) - 5,5 milioni di km2 (1786, dopo la perdita delle colonie nella guerra d’indipendenza americana)[196][253]
20. Khanato del Grande Jin o della recente dinastia Jin o Impero Dorato o in Manciuria e Mongolia - 5,4 milioni di km2 (inizio del XVII secolo) (stato costituito dalla recente dinastia Jin - futura dinastia Manciù - durante la sua espansione che la porterà a costituire un vasto impero in Cina e Mongolia, dove diventerà la dinastia Jin posteriore (II) con il nome di "Grande Jin", succedendo al Grande Shun e agli Yuan del Nord; il suo sovrano Nurhaci si proclamerà Khagan solo nel 1618)[78][195][314]
21. Regno d'Inghilterra e colonie - 5,4 milioni di km2 (1707)[326][327]
22. Khanato di Koshut - 5,3 milioni di km2 (XVII secolo)[310]
23. Khanato dei Nuzhen in Mongolia - 5,0 milioni di km2 (XVII secolo) (succeduto all'impero nomade degli Oirati alla fine del XVI secolo, fu costituito dai Nuzhen, eredi dell'antica popolazione dei Jurchen, chiamati anche Tartari Jin (dal nome della dinastia Jin (III) o Jurchen Jin) o più comunemente Manciù; convisse a lungo con gli ultimi resti della dinastia Yuan settentrionale mongola, poi fu per buona parte sostituito dal Khanato del Grande Jin; nel 1636 fu assorbito dalla dinastia Jin posteriore (II) e successivamente passò sotto l'impero Qing, dopo la caduta dell'impero del Grande Shun nel 1645)[233][320][328]
24. Impero Moghul in India - 4,6 milioni di km2 (1690)[73][110]
25. Tardo impero timuride - 4,41 milioni di km2 (1506)[80][329]
26. Primo impero francese di Napoleone I - 4,24 milioni di km2 (1811) (2,1 milioni se si esclude la Louisiana francese, annessa per breve tempo dal 1809)[330]
27. Impero della dinastia afsharide in Persia - 4,2 milioni di km2 (1747)[226][331]
28. Impero Vijayanagara - 4,0 milioni di km2 (XVI secolo)[332][333]
29. Khanato di Kashgaria - 4,0 milioni di km2 (fine del XVI secolo) (successore del khaganato Djagataide, nel XVII secolo fu diviso in molti khanati di minore importanza)[143][250]
30. Impero della dinastia safavide in Persia - 3,94 milioni di km2 (1512)[226][334]
31. Khanato kazako - 3,9 milioni di km2 (1582)[151]
32. Principato di Rjazan' - 3,7 milioni di km2 (1531)[310]
33. Khanato uzbeco degli Sciabanidi - 3,6 milioni di km2 (1541)[238]
34. Impero Durrani - 3,5 milioni di km2 (XVIII secolo)[110]
35. Juz Medio del khanato kazako - 3,5 milioni di km2 (XVII secolo) (juz o zhuz indica una delle tre orde in cui il khanato fu diviso nel XVII secolo)[335]
36. Impero coloniale danese - 3,28 milioni di km2 (1814) (includendo la Norvegia)[216]
37. Impero Tu'i Tonga in Oceania - 3,1 milioni di km2 (inizio del XVI secolo) (l'effettiva area di influenza è molto dibattuta, infatti diverse isole e regioni si limitavano a pagare tributi ma non sembravano sottoposti al controllo dell'autorità centrale)[211][253]
38. Khanato di Turan o di Sibir in Siberia -  3,0 milioni di km2 (1582)[310]
39. Impero coloniale norvegese - 2,95 milioni di km2 (1537)[336]
40. Impero Da Shun o Dashun o Grande Shun o vero Shun in Cina - 2,9 milioni di km2 (fine del 1645) (stato costituito dalle rimanenze del Grande Shun o dinastia Shun (II) nel centro della Cina dopo il suo crollo nel 1645, quando era morto l'imperatore Li Zicheng Yongchang; nonostante si proclamasse impero con lo stesso nome della dinastia originaria, appunto "Grande Shun", era in realtà un insieme di piccoli regimi di fatto indipendenti, governati da ministri in perenne guerra fra loro; cedette all'impero Qing nel 1652)[195][337][338]
41. Khanato uzbeco di Khiva - 2,8 milioni di km2 (XVII secolo)[238]
42. Impero Maratha - 2,5 milioni di km2 (1760)[113]
43. Khaganato Djagataide - 2,5 milioni di km2 (XVI secolo)[250]
44. Impero nomade degli Oirati - 2,5 milioni di km2 (fine del XVI secolo) (stato succeduto per breve tempo ai Quattro Oirati Uniti, governò parte della Mongolia in concomitanza con gli Yuan del Nord durante il periodo della loro decadenza)[339][340]
45. Principato di Tver' - 2,5 milioni di km2 (1508)[341]
46. Impero Fulani o Califfato di Sokoto - 2,4 milioni di km2 (XIX secolo)[287]
47. Khanato di Astrachan' - 2,3 milioni di km2 (XVI secolo a.C.)[190]
48. Impero della vera dinastia Ming o Grande Ming in Cina - 2,3 milioni di km2 (1646) (esito della frammentazione dell'impero Ming meridionale tra vari pretendenti al trono della dinastia Ming; nacque quando Zhu Yuyue il principe di Tang venne elevato dagli alti funzionari ad imperatore Shaowu, nel feudo di Nanyang appena riconquistato dopo il crollo dell'impero Shun (II); la sua nomina fu rifiutata dall'imperatore Yongli ovvero Zhu Youlang il principe di Gui, da poco nominato signore della corte di Nanchino; com'era già accaduto, i due principi-imperatori si dichiararono guerra e alla fine dell'anno Shaowu sconfisse il suo avversario, riunendo di nuovo parte dei Ming Meridionali; nel 1647, tuttavia, il suo impero fu conquistato dalla dinastia Qing ed egli si suicidò)[296][342][343]
49. Impero Inca - 2,2 milioni di km2 (1527)[207]
50. Khaganato Kalmyk - 2,1 milioni di km2 (1630)[310]
51. Impero Inca settentrionale - 1,9 milioni di km2 (1533)[309]
52. Khanato di Kazan' - 1,8 milioni di km2 (1552)[151]
53. Khanato di Bukhara - 1,7 milioni di km2 (1735)[261]
54. Impero Taungoo (secondo impero birmano) - 1,66 milioni di km2 (1580)[53] (1,55 milioni escludendo il conteso Miranpur)[269]
55. Quattro Oirati uniti - 1,6 milioni di km2 (XVI secolo) (confederazione di quattro grandi tribù degli Oirati in Mongolia, che convisse con gli Yuan del Nord per quasi due secoli, aiutandoli a ricostruire il loro impero dopo che la dinastia era svanita in seguito ad una grande sommossa; divenne un impero a tutti gli effetti nel XVII secolo)[148]
56. Impero Suri - 1,5 milioni di km2 (1550)[211]
57. Impero della dinastia Xi o Da-Xi o Grande Xi in Cina - 1,485 milioni di km2 (25 luglio 1644º - 2º gennaio 1647) (questo impero di breve durata fu fondato in Sichuan nel 1644 dal funzionario cinese Zhang Xianzhong, un tempo vassallo dei Ming, che aveva conquistato diversi territori dopo aver organizzato una rivolta contadina in Yan'an; alleato e amico di Li Zicheng, fondatore dell'impero del Grande Shun che aveva sostituito i Ming, Zhang fondò la dinastia Xi e instaurò un "regno del terrore" che terminò soltanto con la sua sconfitta per mano dei Qing nel 1647; anche gli ultimi resti della dinastia Shun (II), ovvero Da Shun, crolleranno nell'arco di cinque anni)[344][345][346]
58. Impero Songhai- 1,4 milioni di km2 (XVI secolo)[216]
59. Impero azteco - 1,4 milioni di km2 (XVI secolo)[347]
60. Impero Pandya - 1,4 milioni di km2 (XVII secolo)[73]
61. Khaganato dei mongoli superiori o mongoli del Qinghai - 1,3 milioni di km2 (metà del XVII secolo) (stato costituito da tribù di mongoli e Oirati, alleato del Khanato di Koshut; venne smembrato verso la fine del XVII secolo e diviso tra i Grandi Qing e il potente Khanato degli Zungari)[269][348]
62. Impero Kandahar della dinastia Hotak - 1,2 milioni di km2 (1709)[349]
63. Juz Antico del khanato kazako -1,2 milioni di km2 (XVII secolo) (juz o zhuz indica una delle orde in cui il khanato fu diviso nel XVII secolo)[335]
64. Sultanato mamelucco del Cairo - 1,19 milioni di km2 (XIX secolo) (stato vassallo dell'impero ottomano fino al 1804)[152]
65. Impero del Siam - 1,12 milioni di km2 (1782)[269]
66. Confederazione polacco-lituana - 1,1 milioni di km2 (1650)[253]
67. Impero Zand - 1,0 milioni di km2 (1750)[141]
68. Resti della dinastia Yuan settentrionale - 1,0 milioni di km2 (1636) (insieme di stati eterogenei successivi alla dissoluzione della dinastia Yuan settentrionale nel 1636 e ancora fedeli al Khagan o governati da suoi affiliati, poi assorbiti dall'impero dei Grandi Qing)[43][350][351]
69. Khanato Yarkent - 1,0 milioni di km2 (XVII secolo)[352]
70. Sacro Romano Impero di Carlo V - 0,95 milioni di km2 (1525)[91]
71. Sultanato di Sennar - 0,8 milioni di km2 (XVI secolo)[151]
72. Impero svedese - 0,8 milioni di km2 (1658)[253]
73. Impero Ayutthaya - 0,77 milioni di km2 (1767)[269]
74. Impero asburgico o impero austro-ungarico - 0,76 milioni di km2 (1804)[328]
75. Impero di Alodia - 0,75 milioni di km2 (1504)[151]
76. Impero Kounbaung (terzo impero birmano) - 0,75 milioni di km2 (XIX secolo)[216]
77. Confederazione tedesca del Nord - 0,72 milioni di km2 (XIX secolo)
78. Impero austriaco - 0,69 milioni di km2 (1791)[328]
79. Khanato di Crimea - 0,68 milioni di km2 (XVII secolo) (stato vassallo dell'impero ottomano, da cui fu annesso nel 1620)[141]
80. Impero di Lan Xang - 0,63 milioni di km2 (1707)[269]
81. Impero Dai Viet o Grande Viet - 0,5 milioni di km2 (1804) (con questo termine, usato per descrivere numerosi regni nella storia del Vietnam, ci si riferisce al quartultimo impero vietnamita che iniziò nel 1428 con la dinastia Ly e nel 1802 fu acquisito dalla dinastia Nguyen)[237][326]
82. Juz Recente del khanato kazako - 0,5 milioni di km2 (XVII secolo) (juz o zhuz indica una delle orde in cui il khanato fu diviso nel XVII secolo)[335]
83. Impero della dinastia Shi in Cina - 0,493 milioni di km2 (XVI secolo d.C.) (stato formatosi per brevissimo tempo in seguito a una ribellione contadina contro la dinastia Ming, capeggiata da alcuni lealisti della breve dinastia Shun (I) che era succeduta alla dinastia Yuan in numerosi territori verso la fine del XIV secolo, salvo poi crollare in fretta fino ad essere assorbita dall'impero del Grande Ming)[353][354]
84. Impero della dinastia Xi occidentale o Da-Xi o Grande Xi in Cina - 0,482 milioni di km2 (inizio del 1647) (rimanenza dell'impero Xi, uno stato fondato senza riconoscimento da Zhang Xianzhong dopo una rivolta contadina e alleato del Grande Shun; quando Zhang fu ucciso i Grandi Qing si impossessò dei suoi territori, ma alcuni signori della guerra mantennero per pochi anni il controllo dello Yan'an proclamando la "dinastia occidentale")[355][356]
85. Califfato di Kano - 0,454 milioni di km2 (1805)[85]
86. Sultanato di Sambas - 0,444 milioni di km2 (1785-1812)[272][349]
87. Shogunato Tokugawa - 0,38 milioni di km2 (1600)[307]
88. Shogunato Azuchi Momoyama in Giappone - 0,38 milioni di km2 (1600)[66]
89. Impero Lan Na - 0,38 milioni di km2 (1755)[237]
90. Impero Medong nelle Filippine - 0,3 milioni di km2 (1521)[269]
91. Shogunato Muromaki - 0,27 milioni di km2 (1530)[307]
92. Impero Ashanti - 0,259 milioni di km2 (fine del XVIII secolo)[253]
93. Impero coreano della dinastia Joseon - 0,219 milioni di km2 (1765)[357][358]
94. Regno di Sukhotai - 0,25 milioni di km2 (1538)[269]
95. Impero aragonese - 0,25 milioni di km2 (XVI secolo)[313]
96. Impero Maya - 0,25 milioni di km2 (XVI secolo)[313]
97. Sultanato del Brunei - 0,25 milioni di km2 (XVI secolo)[261]
98. Sultanato di Aceh - 0,22 milioni di km2 (XVII secolo)
99. Impero Oyo - 0,18 milioni di km2 (XVI secolo)[287]
100. Sultanato di Johor- 0,18 milioni di km2 (XVII secolo)
101. Sultanato di Demak - 0,16 milioni di km2 (1521)
102. Sultanato di Sarawak e Impero di Sambas - 0,144 milioni di km2 (XVII secolo)[269]
103. Sultanato di Sulu e delle Filippine - 0,13 milioni di km2 (XVII secolo)[349]
104. Regno di Thonburi - 0,1 milioni di km2 (1782)[269]
105. Repubblica di Venezia e colonie - 0,087 milioni di km2 (XVII secolo)[359][360]
106. Sultanato di Matan - 0,07 milioni di km2 (XVII secolo)
107. Sultanato di Siak Sri Indrapura - 0,05 milioni di km2 (metà del XVIII secolo)
108. Sultanato di Sacadina-Mampawah - 0,05 milioni di km2 (XVII secolo)
109. Sultanato di Mataram - 0,05 milioni di km2 (XVI secolo)[349]
110. Repubblica di Genova e colonie - 0,044 milioni di km2 (XVII secolo)[359][361]
111. Sultanato di Banjar - 0,04 milioni di km2 (XVII secolo)[269]
112. Sultanato di Sukadana - 0,04 milioni di km2 (XVII secolo)[269]
113. Sultanato di Banten - 0,04 milioni di km2 (1772)[269]
114. Regno di Tugning o Impero di Taiwan - 0,038 milioni di km2 (1662) (stato costituito sull'isola di Formosa dalle ultime rimanenze dei Ming Meridionali di Koxinga, ovvero i resti dell'impero del Grande Ming dopo la sua caduta il 5º giugno 1644 e il breve avvento del Grande Shun; nel 1682 venne agilmente conquistato dall'impero Qing)[362][363]
115. Sultanato di Kutei - 0,03 milioni di km2 (XVI secolo)[269]
116. Primo Impero di Haiti - 0,03 milioni di km2 (1804-1806)[269]
117. Impero di Sunda - 0,03 milioni di km2 (inizio del XVI secolo)[269]
118. Sultanato di Cirebon - 0,02 milioni di km2 (XVII secolo)[349]

## Età contemporanea (1815-presente)
1. Impero britannico (secondo impero coloniale britannico) - 37,13 milioni di km2 (1921)[121][326] (è stato il più vasto di sempre, con territori in ogni continente)[121][364] (45,5 milioni includendo le rivendicazioni antartiche; dopo la seconda guerra mondiale era ancora l'impero più vasto di sempre con un'area di 33,4 milioni di km2)[316][365][366]
2. Impero russo - 25,8 milioni di km2 (1866)[310][367]
3. Unione Sovietica - 22,5 milioni di km2 (1945)[368][369] (ridotti a 17,4 milioni nel 1991; alcune dispute abbassano lievemente l'area massima a 22,4 milioni)[310][370] (ufficialmente non può essere considerata un impero ma alcuni studiosi parlano di impero sovietico)[341][369][371]
4. Impero spagnolo - 18,4 milioni di km2 (1815) (12,5 milioni escludendo tutte le rivendicazioni sull'intera Patagonia; 14,5 milioni escludendo il rivendicato territorio dell'Oregon; 17,2 milioni escludendo alcuni territori contesi con l'impero portoghese)[54][152][260]
5. Impero della dinastia Qing o i Grandi Qing in Cina - 14,7 milioni di km2 (1850)[118][314][372]
6. Impero francese (secondo impero coloniale francese) -  24,0 milioni di km2 (1534-1980) (13,5 milioni escludendo i protettorati; nel 1945 a guerra finita fu ricostituito per breve tempo con una superficie complessiva di 14,92 o 16,0 milioni di km2)[54][328][373]
7. Impero cinese (Grandi Qing) prima della rivoluzione Xinhai - 13,1 milioni di km2 (1911) (la successiva Repubblica non comprendeva tutti i territori imperiali, limitandosi all'80% circa; le regioni rimaste escluse divennero indipendenti sotto vari signori locali con il nome di Resti dell'Impero dei Grandi Qing)[23][372][374]
8. Prima Repubblica di Cina - 11,077 milioni di km2 (1912) (ridotti a 9,667 milioni nel 1946) (ufficialmente non può essere considerata un impero ma si estendeva sull'80% dei territori governati nel 1911 dai Grandi Qing, allora 13,1 milioni di km2, comprendendo anche la Mongolia, Taiwan e altre nazioni poi divenute autonome, inoltre aveva almeno due stati vassalli e tributari; le aree che non aderirono alla Repubblica costituirono i Resti dell'Impero dei Grandi Qing; nel corso della sua storia la Repubblica fu soggetta a due tentativi di restaurazione monarchica, il primo da parte del presidente Yuan Shikai, che si fece proclamare imperatore Hongxian - ma il suo breve regno fu inefficace e non fece altro che indebolire il paese -, il secondo da parte del legittimo erede al trono Pu Yi)[22][23][371]
9. Impero di Cina di Yuan Shikai - 11,077 milioni di km2 (12º dicembre 1915 - 22º marzo 1916) (sorto per brevissimo tempo durante un tentativo fallito di colpo di Stato da parte del presidente della Repubblica Yuan Shikai, che voleva ripristinare l'impero; egli fu nominato dal Parlamento stesso imperatore con il nome di Hongxian e distribuì titoli nobiliari, ma non venne mai incoronato in modo ufficiale per propria scelta e a causa di gravi ribellioni fu costretto ad abdicare, morendo nello stesso 1916; non è chiaro quale fosse l'area effettivamente controllata ma in genere si considera la stessa della Repubblica in quei due anni) (non esiste una dinastia ufficiale proclamata da Yuan Shikai, tuttavia è possibile che egli volesse proporre i nomi "dinastia Yao", dal leggendario imperatore Yao, oppure "Zhonghua Diguo" cioè "impero della nazione"; è però molto più probabile che intendesse proclamare la dinastia con il proprio nome, sul modello ad esempio di Wu Zetian: infatti aveva appena dichiarato la nuova "era Hongxian"; per questo motivo le fonti storiche si riferiscono quasi sempre alla "dinastia Hongxian" o "dinastia della Gloriosa Costituzione")[23][25][44][81]
10. Impero dei Grandi Qing restaurati - 11,077 milioni di km2 (1º - 12º luglio 1917) (nato dopo che il generale filoimperiale Zhang Xun aveva restaurato sul trono l'ultimo imperatore della dinastia Qing, Puyi, nella cosiddetta restaurazione Manciù, sull'onda dell'impero di Cina nato e caduto nei due anni precedenti; l'impero Qing fu effettivamente ripristinato ma ebbe vita brevissima e vide dopo soli dodici giorni il ritorno della Repubblica; seppure fossero per gran parte possedimenti della Corona, i Resti dell'Impero dei Grandi Qing non vennero annessi ma rimasero nelle mani dei signori della guerra locali)[118][284][375]
11. Impero portoghese prima dell'indipendenza brasiliana - 9,8 milioni di km2 (1822)[53][85][260]
12. Impero britannico (primo impero coloniale britannico) - 9,8 milioni di km2 (1815 dopo il congresso di Vienna)[66][316][364]
13. Impero giapponese o Grande Giappone (impero coloniale giapponese) - 9,7 milioni di km2 (1942)[79][169][324] (7,4 milioni escludendo tutti gli stati vassalli de iure autonomi ovvero, in particolare, il Manciukuò, il Mengjiang e la Repubblica di Nanchino; 8,51 milioni escludendo invece tutti i protettorati)[109][376][377][378]
14. Regno Unito di Portogallo, Brasile e Algarves - 9,5 milioni di km2 (1815-1821) (riunificazione temporanea di alcuni possedimenti africani dell'impero portoghese, dell'Algarve e delle colonie in America Latina, voluta da Giovanni I di Braganza dopo una ribellione nella madrepatria)[253][309]
15. Impero coloniale olandese - 9,3 milioni di km2 (1890)[373][379] (3,7 milioni escludendo i protettorati)[69][317]
16. Impero del Brasile - 8,55 milioni di km2 (1889)[207][309]
17. Regno riunificato del Brasile - 8,337 milioni di km2 (1825)[253][309]
18. Germania nazista durante la campagna di Russia - 7,2 milioni di km2 (1941)[380][381][382] (6,4 milioni se si escludono le instabili conquiste russe che furono mantenute solo per brevissimo tempo)[383][384]
19. Germania nazista - 6,4 milioni di km2 (1941)[380][385][386]
20. Impero ottomano - 6,3 milioni di km2 (1830) (5,5 milioni escludendo gli stati vassalli e tributari)[141][205]
21. Impero italiano - 5,5 milioni di km2 (1941)[387][388][389] (4,25 milioni escludendo i protettorati)[324][390][391]
22. Impero anglo indiano o Raj britannico - 5,2 milioni di km2 (1909) (ridotti a 4,9 milioni con la ricostituzione dell'impero nel 1947)[316][392][393]
23. Impero Sikh in India - 5,0 milioni di km2 (1832) (succedette per brevissimo tempo all'impero Moghul)[109][394]
24. Primo Impero messicano - 4,9 milioni di km2 (1822)[312]
25. Company Raj -  4,9 milioni di km2 (1854)[316][392][395]
26. Tardo impero Moghul - 4,2 milioni di km2 (1819)[66]
27. Primo Impero messicano - 4,1 milioni di km2 (1836)[312]
28. Impero tedesco o Secondo Reich - 3,6 milioni di km2 (1913)[373]
29. Impero coloniale danese - 3,199 milioni di km2 (1815)[46]
30. Regno d'Italia e colonie - 2,9 milioni di km2 (1935) (l'Italia fu ufficializzata ad impero solo nel 1936)[284][322]
31. Khanato kazako - 2,745 milioni di km2 (1848)[151][396]
32. Impero etiope - 2,7 milioni di km2 (XX secolo)[253]
33. Impero coloniale danese - 2,66 milioni di km2 (1914)[397]
34. Chedivato d'Egitto e Sudan - 2,52 milioni di km2 (XX secolo) (stato vassallo dell'impero ottomano e successivamente dell'impero britannico)[283]
35. Khanato uzbeco di Khiva - 2,5 milioni di km2 (1819)[233]
36. Impero coloniale belga - 2,5 milioni di km2 (1922)[373]
37. Impero Fulani o Califfato di Sokoto - 2,4 milioni di km2 (XIX secolo)[287]
38. Impero coloniale norvegese - 2,1 milioni di km2 (1824)
39. Secondo impero francese di Napoleone III - 2,1 milioni di km2 (1865)
40. Impero austro-ungarico - 2,1 milioni di km2 (1846)[364]
41. Resti dell'Impero dei Grandi Qing - 2,03 milioni di km2 (1912) (con quest'espressione si indica un consistente numero di territori appartenuti ai Grandi Qing nel 1911 che, per vari motivi, non furono ammessi nella Repubblica di Cina, ad esempio perché erano possedimenti della Corona o avevano rifiutato il nuovo sistema; essi furono governati da dinastie locali sempre più frammentarie e, dal 1932 al 1942, annessi dall'impero giapponese; gli storici discordano sul fatto di considerarli o meno un impero, e calcolano la loro superficie sottraendo ai 13,1 milioni di km2 ancora in mano all'impero nel 1911 l'area coperta dalla Repubblica nel 1912)[78][192][314]
42. Eyalet d'Egitto - 2,0 milioni di km2 (1882)[152]
43. Impero giapponese prima della seconda guerra sino-giapponese - 1,984 milioni di km2 (1937) (0,79 milioni escludendo lo stato vassallo di Manciukuò, formalmente governato dall'imperatore Puyi, l'ultimo della dinastia cinese Qing)[116][307]
44. Regno Celeste della Grande Pace o Regno Celeste di Taiping o Regno Celeste o Impero di Nanchino - 1,9 milioni di km2 (1859) (lo stato teocratico fondato nel 1851 da Hong Xiuquan e i suoi seguaci della rivolta Taiping in opposizione alla corrotta dinastia Qing, contro cui condusse una guerra fallimentare terminata con la sua definitiva sconfitta nel 1864; nonostante non fosse riconosciuto ufficialmente, i suoi due imperatori, i Re Celesti, sono inseriti nella lista ufficiale dei sovrani cinesi, come accade con l'Impero della Cina di Yuan Shikai)[4][398][399]
45. Impero Qajar - 1,82 milioni di km2 (XIX secolo)[216]
46. Impero ottomano all'inizio della prima guerra mondiale - 1,8 milioni di km2 (1914)[400][401]
47. Impero della dinastia Huang in Cina - 1,7 milioni di km2 (1923) (di fatto non si trattava di un impero, ma di una dittatura costituita da Cao Kun nella Cina occidentale durante il periodo dei signori della guerra; Cao Kun stesso era un seguace di Yuan Shikai Hongxian e ambiva ad emulare il suo progetto - drasticamente fallito - di creare l'impero di Cina)[402][403]
48. Impero della dinastia Pahlavi - 1,69 milioni di km2 (1975)[216]
49. Regime Wang Jingwei o Repubblica di Nanchino o Repubblica di Cina - 1,6 milioni di km2 (1940-1945) (stato vassallo dell'impero giapponese e poi dittatura militare di Wang Jingwei; ufficialmente non può essere considerato un impero, tuttavia si estendeva in altre nazioni oggi autonome fuori dal territorio cinese, come la Mongolia esterna)[118][195][375]
50. Impero di Manciuria o Grande Manciuria o Manciukuò - 1,192 milioni di km2 (1934-1945) (stato vassallo dell'impero giapponese nato nel 1932 come Grande Manciuria; dal 1934 divenne formalmente un impero sotto l'ultimo imperatore della dinastia Qing, Puyi)[23][81][307]
51. Khanato Kumul - 1,1 milioni di km2 (1846) (stato vassallo dell'impero dei Grandi Qing prima e della Repubblica di Cina poi, era formalmente governato da un re; fu abolito nel 1930)[18][19]
52. Sultanato d'Egitto o Chedivato d'Egitto - 1,01 milioni di km2 (XX secolo)[400]
53. Emirato di Najd -  0,87 milioni di km2 (XX secolo)[400]
54. Califfato dell'Hegiaz - 0,83 milioni di km2 (1924-1925)[287]
55. Impero Kounbaung (terzo impero birmano) - 0,79 milioni di km2 (1884)[216]
56. Khaganato Qinghai dei Koshut - 0,7 milioni di km2 (1879) (stato vassallo situato nel cuore dell'impero dei Grandi Qing prima e della Repubblica di Cina poi, era formalmente governato da un re; fu abolito in modo ufficiale nel 1930)[18][19]
57. Impero centrafricano - 0,69 milioni di km2 (1975)[253]
58. Impero Meiji in Giappone e Corea - 0,67 milioni di km2 (1912)[196]
59. Impero Dai Nam della dinastia Nguyen - 0,67 milioni di km2 (1864)[23][404]
60. Emirato afghano - 0,65 milioni di km2 (1894)[152]
61. Germania Nazista - 0,63 milioni di km2 (1941)[109][152]
62. Impero Viet Nam della dinastia Nguyen - 0,55 milioni di km2 (1839)[269][307]
63. Eyalet di Damasco - 0,55 milioni di km2 (1840)[205]
64. Eyalet dello Yemen - 0,528 milioni di km2 (1840)[323]
65. Regno Rattanokasin in Siam - 0,52 milioni di km2 (XIX secolo)[269]
66. Governo unito della Mongolia autonoma o Mengjiang o Mengguguo - 0,506 milioni di km2 (1939-1945) (stato vassallo dell'impero giapponese e poi inglobato dalla Repubblica di Cina nel 1943, era formalmente governato dal Principe ereditario Demchugdonbrug e si estendeva in una porzione di Mongolia interna e Manciuria esterna)[23][192][405]
67. Vilayet dell'Hejaz -  0,5 milioni di km2 (XX secolo)[400]
68. Impero Lanna - 0,45 milioni di km2 (1885)[269]
69. Sultanato di Sambas - 0,394 milioni di km2 (1822) (dopo l'occupazione giapponese il Sultano Winata Kusuma fu formalmente reinstallato nel 1950; allora il sultanato occupava 0,19 milioni di km2)[269]
70. Shogunato Tokugawa - 0,39 milioni di km2 (1868)[307]
71. Impero giapponese contemporaneo - 0,378 milioni di km2 (1945 - oggi) (unico stato attuale a fregiarsi del titolo di impero, seppure controllando una sola nazione)[404][406]
72. Impero del Vietnam - 0,332 milioni di km2 (8º marzo - 23º agosto 1945) (stato vassallo dell'impero giapponese esistito per brevissimo tempo solo durante l'ultima fase dell'occupazione nipponica; era formalmente governato dall'ex imperatore di Annam Bao Dai, ultimo esponente della dinastia imperiale del Dai Nam, ovvero Nguyen)[307]
73. Impero coreano - 0,289 milioni di km2 (fine del XIX secolo)[314]
74. Impero Ashanti - 0,259 milioni di km2 (XIX secolo)[253]
75. Impero di Annam di Bao Dai Nguyen - 0,18 milioni di km2 (1926) (di fatto protettorato francese)[269]
76. Sultanato del Brunei - 0,17 milioni di km2 (inizio del XIX secolo)
77. Sultanato di Johor e delle Filippine - 0,15 milioni di km2 (metà del XIX secolo)[349]
78. Impero di Sarawak dei Raja Bianchi - 0,144 milioni di km2 (1905) (dopo l'invasione giapponese nel 1940 fu ricostruito come Impero in esilio, per breve tempo, nel 1945)[269]
79. Impero di Sarawak in esilio - 0,124 milioni di km2 (1945) (breve fase in cui i Raja Bianchi ripresero per pochi mesi il controllo di Sarawak, dopo l'occupazione giapponese del 1940; i diritti governativi furono poi ceduti nuovamente al Regno Unito nel 1946)[85][269]
80. Regno riunificato di Tahiti - 0,07 milioni di km2 (1842)[253]
81. Sultanato di Pontianak - 0,048 milioni di km2 (metà del XIX secolo)[269]
82. Secondo Impero di Haiti - 0,03 milioni di km2 (1854-1856)[253]
83. Sultanato di Jogyakarta - 0,014 milioni di km2 (1854-1856)[407]

## Imperi più vasti del proprio tempo
1. Regno di Uruk - 0,02 milioni di km2 (1,6 ÷ 2,5% della popolazione mondiale)[53][188]
2. Alto Egitto (1) - 0,1 milioni di km2[153]
3. Civiltà della valle dell'Indo (1) - 0,15 milioni di km2
4. Impero neo-sumero - 0,25 milioni di km2
5. Antico regno d'Egitto (2) - 0,4 milioni di km2 (Alto e Basso Egitto unificati)[152]
6. Impero accadico - 0,8 milioni di km2 (33,3% della popolazione mondiale)[108]
7. Regno Xia (I) cinese (1) - 0,4 milioni di km2
8. Regno Zhao cinese (2) - 0,45 milioni di km2
9. Hyksos - 0,65 milioni di km2[408]
10. Medio regno d'Egitto (3) - 0,85 milioni di km2
11. Impero Xia (I) cinese (3) (primo impero cinese) - 0,85 milioni di km2
12. Nuovo regno d'Egitto (4) - 1,1 milioni di km2 (37,1% della popolazione mondiale)[145][152]
13. Impero Shang cinese (4) - 1,1 milioni di km2 (prima dinastia ad utilizzare il termine "imperatore", Huangdi)[177]
14. Primo impero babilonese - 0,9 milioni di km2 (35,9% della popolazione mondiale)[53]
15. Impero Shang cinese (5) - 1,25 milioni di km2
16. Secondo impero babilonese (2) - 0,8 milioni di km2
17. Impero nomade dei Cimmeri - 1,4 milioni di km2
18. Impero neo-assiro - 1,6 milioni di km2 (35% della popolazione mondiale)[409][410]
19. Impero di Kush - 1,2 milioni di km2[411]
20. Impero dei Caldei - 1 milione di km2[412]
21. Impero dei Medi - 3,0 milioni di km2 (primo impero a comprendere tre continenti)[68][413]
22. Impero achemenide (1) - 5,5 milioni di km2 (impero più popolato di sempre: 44 ÷ 52% della popolazione mondiale; governava inoltre il 64-68% della popolazione continentale in Asia)[53][145] (primo stato noto a concepire l'impero in senso moderno; il suo nome ufficiale era infatti Xšāça: "L'impero")[22][172]
23. Pars orientale dell'impero achemenide (2) - 4,5 milioni di km2 (la parte di impero rimasta di fatto al satrapo Besso dopo le conquiste di Alessandro Magno, poi divisa fra varie dinastie locali)[86]
24. Impero macedone - 5,2 milioni di km2 (inglobò la porzione occidentale dell'impero achemenide) (25 ÷ 30% della popolazione mondiale)[126][210]
25. Impero Maghada indiano (2) - 3,5 milioni di km2 (18,91% della popolazione mondiale)[414]
26. Impero Mahajanapadas indiano (3) - 5 milioni di km2 (27% della popolazione mondiale)[272][415]
27. Impero seleucide (1) - 4 milioni di km2 (27,7 ÷ 33,3% della popolazione mondiale)[126]
28. Impero Chera indiano (4) - 3 milioni di km2[70]
29. Impero seleucide (2) - 2,6 milioni di km2
30. Impero Zhou (I) cinese (6) - 3,2 milioni di km2 (34,5% della popolazione mondiale)[77]
31. Impero Kutriguri - 4,3 milioni di km2
32. Impero Maurya indiano (5) - 6 milioni di km2 (33,3 ÷ 40% della popolazione mondiale)[180][416]
33. Impero Maurya occidentale indiano (6) - 5 milioni di km2[72]
34. Impero Maurya orientale indiano (7) - 3,6 milioni di km2 (19 ÷ 26% della popolazione mondiale)[272]
35. Impero Qin cinese (7) - 3,4 milioni di km2 (36,9% della popolazione mondiale)[77]
36. Impero nomade Yuezhi - 5,7 milioni di km2
37. Impero dell'orda Xiongnu (1) - 6,25 ÷ 7 milioni di km2[417][418]
38. Impero Han cinese (8) - 8 milioni di km2 (40% della popolazione mondiale)[145][196]
39. Impero Han anteriore o Xi Han o Qian Han cinese (9) - 5 milioni di km2[419][420]
40. Impero dell'orda Xiongnu (2) - 8 ÷ 9 milioni di km2 (21% della popolazione mondiale; impero più vasto del mondo antico)[81][211]
41. Impero Han occidentale cinese (10) - 6 milioni di km2
42. Impero dell'orda Xoingnu Orientale (3) - 6,1 milioni di km2
43. Impero nomade Wusun o Usun - 4,03 milioni di km2[80][81]
44. Impero dell'orda Xiongnu meridionale o Xian (4) - 4,1 milioni di km2
45. Impero dell'orda Xiongnu occidentale (5) - 3,5 milioni di km2
46. Impero indo-parto (7) - 2,8 milioni di km2
47. Impero partico (inizio della dinastia arsacide) (1) - 3,9 milioni di km2
48. Impero nomade dei Sarmati - 3,9 milioni di km2[89]
49. Impero partico (2) - 4,4 milioni di km2
50. (anno 0 a.C.)
51. Impero partico (3) - 4,5 milioni di km2 (29,2% della popolazione mondiale)[180]
52. Impero Xin o della Nuova dinastia cinese (11) - 6 milioni di km2 (29,4% della popolazione mondiale)[139][146]
53. Impero Kusana indiano (9) - 3,8 milioni di km2 (26,36% della popolazione mondiale)[119]
54. Impero nomade Xianbei - 4,1 milioni di km2[83]
55. Impero romano - 5,0 milioni di km2[45]
56. Impero Qin Han cinese (12) - 5,2 milioni di km2[217]
57. Impero Han orientale o Hou Han o Han posteriore (I) cinese (13) - 6,5 milioni di km2 (28% della popolazione mondiale)[123][421]
58. Impero Cao Wei cinese (14) - 5,4 milioni di km2[422]
59. Impero Shu cinese (15) - 5,1 milioni di km2
60. Impero dei tre regni cinese (16) - 6 milioni di km2
61. Impero Wu (I) cinese (17) - 5,1 milioni di km2
62. Impero Jin (I) o Liang Jin o Sima Jin cinese (18) - 5,9 milioni di km2 (29% della popolazione mondiale)[168]
63. Impero Liu Song cinese (19) - 5,0 milioni di km2 (26% della popolazione mondiale)[168]
64. Impero Song posteriore (I) o ex Song (I) o Song meridionale (I) o Ran Liu Song cinese (20) - 5 milioni di km2 (26% della popolazione mondiale)[423]
65. Impero recente Xin o ex Xin o Xin Zhao in Cina (21) - 4,7 milioni di km2
66. Impero sasanide (1) - 3,5 milioni di km2[45]
67. Impero dei sedici regni cinese (22) - 6,5 milioni di km2
68. Impero delle dinastie del Nord e del Sud o delle dieci dinastie cinese (23) - 8 milioni di km2
69. Impero unno di Attila - 4,0 milioni di km2 (21% della popolazione mondiale)[417][424]
70. Impero sasanide (4) - 4,0 milioni di km2 (38% della popolazione mondiale)[145][274]
71. (caduta di Roma nel 476 d.C.)
72. Impero sasanide (5) - 6,4 milioni di km2 (mantiene il primato di impero più vasto del mondo per un record di circa 100 anni consecutivi e oltre 140 complessivi)[69]
73. Impero Wei del Nord cinese (24) - 8 milioni di km2 (27,9% della popolazione mondiale)[132]
74. Khaganato Rouran - 5 milioni di km2[425]
75. Khaganato kazaro - 5,5 milioni di km2[142]
76. Khaganato Gokturk o primo Khaganato turco (1) - 6,2 milioni di km2[205]
77. Secondo Khaganato turco (2) - 6 milioni di km2[205]
78. Califfato rashidun (1) - 9,6 milioni di km2 (19,1 ÷ 21% della popolazione mondiale)[202][206]
79. Impero Sui cinese (25) - 12,16 milioni di km2[122]
80. Impero Tang cinese (periodo Tang anteriore o alto) (26) - 14 milioni di km2 (29,2% della popolazione mondiale)[132][193]
81. Impero Zhou (III) o Wu Zhou (II) o seconda dinastia Zhou o dinastia Zhou restaurata o Zhou meridionale o Wu Zetian cinese (27) - 13,72 milioni di km2 (governò in un breve interregno della dinastia Tang, sotto l'imperatrice Wu Zetian)[122][426]
82. Impero Tang cinese (periodo Tang tardo o basso) (28) - 13,72 milioni di km2 (subito dopo l'usurpazione di Wu Zetian e prima della ribellione di An Lushan)[132][193]
83. Califfato omayyade (ramo sufyanide) (2) - 13,4 milioni di km2 (29,5% della popolazione mondiale)[132][202]
84. Califfato omayyade (ramo marwanide) (3) - 11,1 milioni di km2[202]
85. Califfato abbaside (4) - 11,1 milioni di km2 (succedette al califfato omayyade nel 750 mantenendo tutti i territori ancora in suo possesso, pari allora a 11,1 milioni di km2) (28% della popolazione mondiale)[202][206]
86. Khaganato uiguro - 7 milioni di km2[222]
87. Khaganato di Kimek o Kimek - Kipchak (3) - 6,4 milioni di km2[205]
88. Impero selgiuchide o Grande Seljuk (4) - 4 milioni di km2[427]
89. Impero Pala indiano (10) - 4,6 milioni di km2 (24% della popolazione mondiale)[95]
90. Impero tibetano - 4,7 milioni di km2[132]
91. Califfato fatimide (5) - 5,1 milioni di km2
92. Impero Rashtrakuta indiano (11) - 5,5 milioni di km2 (23,1% della popolazione mondiale)[70]
93. Impero Tang cinese (periodo Tang basso) (29) - 5,4 milioni di km2 (17,1% della popolazione mondiale)[122][228]
94. Impero delle cinque dinastie e dieci regni cinese (30) - 8 milioni di km2[122]
95. Impero Shu posteriore cinese (31) - 4,5 milioni di km2[122]
96. Impero Zhou posteriore (II) cinese (32) - 4,4 milioni di km2[122]
97. Impero Han posteriore (II) cinese (33) - 4,4 milioni di km2[122]
98. Impero Jin posteriore (I) o Shi Jin cinese (34) - 4,2 milioni di km2[168]
99. Impero Tang posteriore cinese (35) - 5 milioni di km2[428]
100. Impero Han settentrionale cinese (36) - 6,7 milioni di km2[428]
101. Impero Song (II) cinese (37) - 6 milioni di km2[429]
102. Impero Xia (III) o Grande Xia cinese (38) - 9,4 milioni di km2[428]
103. Khaganato kirghiso Yenisei - 8,8 milioni di km2[428]
104. Impero Xia occidentale o Xi Xia o impero Tangut cinese (39) - 6,5 milioni di km2[428]
105. Impero Xia orientale cinese (40) - 6,1 milioni di km2[168]
106. Impero Jin (III) o Kin o Jurchen Jin cinese (41) - 6,5 milioni di km2 (21% della popolazione mondiale)[423][428]
107. Impero Song posteriore cinese (42) - 6,8 milioni di km2 (22% della popolazione mondiale)[122][132]
108. Impero Liao cinese o Grande Liao (43) - 4,6 milioni di km2 (governava una buona porzione della Cina pur avendo origine mongola)[192]
109. Khanato Tatar - 4,9 milioni di km2[233]
110. Khanato Naiman - 4,5 milioni di km2[226]
111. Impero corasmio - 4,9 milioni di km2[233]
112. Impero Xia posteriore cinese (44) - 6,5 milioni di km2[134]
113. Impero Yang Wu o Wu (III) cinese (45) - 7,9 milioni di km2[145]
114. Khanato Khamag mongolo (1) - 5,957 milioni di km2 (lega di tribù mongole che costituiva il cuore del futuro impero di Gengis Khan)[209]
115. Impero mongolo (2) - 24 milioni di km2 (impero di terra più vasto di sempre e maggiore impero con continuità territoriale) (25,6% della popolazione mondiale)[132][328]
116. Impero mongolo di Kublai Khan (3) - 19 ÷ 19,5 milioni di km2 (diviso in quattro grandi khanati mentre il Gran Khan era ancora vivo, si sciolse ufficialmente nel 1294 salvo poi essere formalmente riunificato per breve tempo tra il 1309 e il 1310, ancora una volta come khaganato)[233]
117. Gran Khanato mongolo (4) - 9,2 milioni di km2[209]
118. Khanato Yuan mongolo (5) - 11 milioni di km2[229]
119. Impero mongolo formalmente riunito (6) - 23,5 milioni di km2 (ottenuto tra il 1309 e il 1310 riunendo tre dei grandi khanati con la dinastia degli Yuan mongoli, il cui khanato era divenuto autonomo nel 1294)[233]
120. Impero Yuan cinese o dei Grandi Yuan (46) - 15 milioni di km2 (31,3% della popolazione mondiale)[132][193]
121. Impero dei veri Yuan o rimanenze della dinastia Yuan o dei Grandi Yuan mongolo (7) - 5 milioni di km2[230]
122. Impero Shun (I) cinese (47) - 5 milioni di km2[428]
123. Impero timuride (1) - 4,6 milioni di km2 (24,4% della popolazione mondiale)[209][238][239]
124. Khanato dell'Orda d'Oro - 6 milioni di km2
125. Impero timuride (2) - 4,41 milioni di km2[329]
126. Impero Ming cinese o del Grande Ming (48) - 9,97 milioni di km2[337]
127. Impero degli Yuan del Nord o Grandi Yuan mongolo (periodo Yuan anteriore) (8) - 8,2 milioni di km2 (16,8 ÷ 18,2% della popolazione mondiale)[101][229]
128. (scoperta dell'America nel 1492)
129. Unione iberica (1) - 7,1 milioni di km2
130. Impero degli Yuan del Nord o Grandi Yuan mongolo (periodo Yuan basso) (9) - 7,2 milioni di km2[212]
131. Impero ottomano (5) - 5,8 ÷ 6,9 milioni di km2[387][401] (a seconda che si considerino o meno gli stati vassalli e tributari) (6,9 ÷ 7,9% della popolazione mondiale)[309][323]
132. Regno russo o zarato di Russia (1) - 12 milioni di km2
133. Impero Ming cinese o del Grande Ming (49) - 10,4 milioni di km2 (28,8% della popolazione mondiale)[132]
134. Regno russo o zarato di Russia (2) - 13,7 milioni di km2
135. Impero russo (3) - 14,6 milioni di km2
136. Impero spagnolo (2) - 14,75 ÷ 16,85 ÷19,4 milioni di km2 (12,9% della popolazione mondiale) (l'incertezza è dovuta alle dispute su diverse colonie, nel primo caso l'intera Patagonia e la Louisiana francese, nel secondo caso l'Oregon; alcuni studiosi hanno elevato la superficie all'enorme cifra di 20 ÷ 20,4 milioni di km2 considerando anche i territori rivendicati all'impero portoghese, tuttavia questo dato non può trovare conferma di sorta)[260][313][430]
137. Impero russo (4) - 19 milioni di km2
138. Impero portoghese (1) - 12,6 ÷ 14,9 milioni di km2 (10,4% della popolazione mondiale) (l'incertezza dipende da alcune dispute con l'impero spagnolo)[253][260][313]
139. Impero Manciù cinese (50) - 10,76 milioni di km2[122]
140. Impero Jin posteriore (II) o del Grande Jin (51) - 12,73 milioni di km2 (erede della dinastia Manciù, che aveva cambiato il proprio nome nel 1616)[207][275]
141. Impero Shun (II) cinese o del Grande Shun (52) - 9,1 milioni di km2 (riconosciuta ufficialmente, ma poté regnare solo per una breve fase di transizione tra i Ming e i Qing inferiore a un anno, con Li Zicheng come unico imperatore Shun) (28,4% della popolazione mondiale)[109][195]
142. Impero Qing cinese o Manciù-Qing o dei Grandi Qing (53) - 15 milioni di km2 (36,6% della popolazione mondiale)[132][77][399]
143. Impero russo (5) - 23,7 milioni di km2 (9,84% della popolazione mondiale)[310]
144. Impero spagnolo (3) - 12,5 ÷ 14,5 ÷ 17,2 ÷ 18,4 milioni di km2 (l'incertezza è dovuta alle dispute sull'intera Patagonia, quindi sulla colonia dell'Oregon e in terzo luogo su alcuni territori contesi con l'impero portoghese)[309][313]
145. Impero britannico (1) (primo impero coloniale britannico) - 9,86 milioni di km2
146. Impero olandese (1) - 4,8 ÷ 9,6 milioni di km2[85] (a seconda che si considerino o meno i protettorati) (8,1% della popolazione mondiale)[53][309]
147. (congresso di Vienna nel 1815)
148. Impero britannico (2) (primo impero coloniale britannico) - 9,8 milioni di km2[316]
149. Impero olandese (2) - 3,7 ÷ 9,3 milioni di km2[85] (a seconda che si considerino o meno i protettorati)[309]
150. Regno Unito di Brasile, Portogallo e Algarves (2) - 9,5 milioni di km2
151. Impero portoghese (3) - 9,8 milioni di km2
152. Impero Qing cinese o dei Grandi Qing (54) - 14,7 milioni di km2 (ridotti a 13,1 milioni nel XX secolo)[77][320]
153. Impero russo (6) - 22,8 milioni di km2
154. Impero francese (secondo impero coloniale francese) (1) - 11,5 ÷ 13,3 milioni di km2 (a seconda che si considerino o meno i protettorati) (6,3% della popolazione mondiale)[309]
155. Impero britannico (secondo impero coloniale britannico) (3) - 35,5 ÷ 37,13 milioni di km2 (26,3% della popolazione mondiale e 24,8÷ 26,3 % della terraferma; unico impero presente in tutti i sette continenti; il discriminante sulla superficie riguarda i territori in Antartide)[53][365]
156. Terzo Reich - 6,4 ÷ 7,2 milioni di km2[384] (l'incertezza è dovuta alle instabili conquiste russe, senza le quali l'area occupata complessiva ammonta a 6,4 milioni di km2) (4,9 ÷ 5,3% della popolazione mondiale)[152][383]
157. Impero giapponese o del Grande Giappone (1) - 7,4 ÷ 8,51 ÷ 9,7 milioni di km2 (a seconda che si considerino o meno i protettorati, mentre vengono inclusi il Manciukuò, il Mengjiang e la Repubblica di Nanchino) (15,1 ÷ 15,9% della popolazione mondiale)[307][384]
158. Impero francese (secondo impero coloniale francese) (2) - 12,92 ÷ 13 milioni di km2[330]
159. Impero britannico (4) (secondo impero coloniale britannico) - 24,4 milioni di km2[121]
160. Unione Sovietica (7) - 22,4 ÷ 22,5 milioni di km2[53][431] (ridotti a 17,1 milioni nel 1991; l'incertezza è dovuta ad alcune dispute territoriali minori)[341][370] (ufficialmente non può essere considerata un impero ma alcuni studiosi parlano di impero sovietico, come accade con la Repubblica cinese del 1912)[369][371]
161. Impero giapponese moderno (2) - 0,378 milioni di km2 (unico stato attualmente esistente a fregiarsi del titolo di impero pur governando una sola nazione)[432][433][434]

## Imperi per percentuale di popolazione
A causa della mancanza di dati, calcolare la popolazione di un impero in rapporto con quella mondiale dello stesso anno non è semplice. Per questo motivo molti imperi di vastissime dimensioni non sono inseriti in questa lista e non hanno ricevuto alcuna stima, ad esempio diverse dinastie cinesi che pure erano gli stati più vasti del loro tempo (come la dinastia Sui o il khaganato della dinastia Jin posteriore (II)). Inoltre, nel mondo antico la maggior parte della popolazione era concentrata in Asia ed Europa, facendo sì che gli imperi sviluppati in tali continenti dominassero grandi percentuali della popolazione globale. Va poi notato che molti imperi possono comprendere un numero di abitanti estremamente ampio pur comprendendo in sé pochi membri del proprio gruppo etnico (ad esempio, i khaganati Xiongnu e Kutriguri contavano meno di un milione di "nativi" a fronte di diversi milioni di sudditi).
Nella lista sono stati inseriti anche gli imperi di brevissima durata che però hanno governato territori estremamente vasti, facendo riferimento alle stime più generiche della stessa epoca dove non vi siano dati certi; nella fattispecie, si tratta dell'impero della Cina di Yuan Shikai o della restaurazione Manciù, e del Grande Shun. Notare che di questi tre solamente l'impero della Cina di Yuan Shikai è inserito nella lista ufficiale dei sovrani cinesi. Si ricordi infine che l'epoca della massima popolazione non necessariamente corrisponde a quella della massima espansione territoriale. Un'ultima informazione: laddove vi siano dispute, a causa della mancanza di dati certi o censimenti, gli imperi sono inseriti nella seguente classifica secondo la stima per difetto.
1. Impero achemenide - 44 ÷ 52% (486 o 480 a.C.) (la più alta percentuale mai raggiunta da un impero o uno stato nella storia; governava inoltre il 64-68% della popolazione continentale in Asia)[437][438][439] (la prima percentuale si riferisce alla stima minima considerata, ovvero il 44,48 ÷ 44,6%, arrotondato per difetto; la seconda invece designa la stima massima ipotizzata e tenuta in conto, ovvero il 51,5%, arrotondato per eccesso; stime fino al 71% sono state proposte ma vengono in genere respinte perché eccessive o senza reali fondamenti; per questi calcoli si sono considerati i dati relativi alla popolazione presunta dell'impero medo, suo predecessore, nonché degli altri imperi assoggettati nel VI secolo a.C., in particolare l'impero neo-babilonese e quello egizio)[88][424][440]
2. Impero dei Medi - 41% (585 o 558 a.C.) (governava il 68-72% della popolazione continentale in Asia, risultando in questo il primo impero della storia)[53][88][441]
3. Impero Han cinese - 40% (II secolo a.C.)[53][123]
4. Impero sasanide - 38 ÷ 40% (520 d.C.)[53][442]
5. Impero egizio - 37,1% (1250 a.C.)[53]
6. Dinastia Qin cinese - 36,9% (206 a.C.)[97]
7. Impero dei Grandi Qing cinese - 36,6% (1820 o 1850 d.C.)[109]
8. Primo impero babilonese - 35,9% (XVII secolo a.C.)[435]
9. Impero neo-assiro - 35 ÷ 37,7% (750 a.C.)[53]
10. Impero romano - 35% (117 - 140 d.C.)[443][444]
11. Impero Zhou (I) cinese - 34,5% (IV secolo a.C.)[101]
12. Impero Maurya - 33,3 ÷ 40% (270 a.C.)[88][445]
13. Impero accadico - 33,3% (XXIII secolo a.C.)[446]
14. Repubblica di Cina - Impero di Cina - Grandi Qing restaurati - 32,21% (1911-1917) (il termine impero di Cina si riferisce alla restaurazione imperiale da parte di Yuan Shikai Hongxian, mentre l'impero dei Grandi Qing restaurati è l'impero nato per pochi giorni dalla restaurazione Manciù)[25][106][447]
15. Impero dei Grandi Yuan cinese - 31,3% (1310 o 1330 d.C.)[53]
16. Califfato omayyade - 29,5% (720 d.C.)[53]
17. Impero Xin cinese - 29,4% (9 o 10 d.C.)[88][147][448]
18. Impero Tang cinese - 29,2% (669 d.C.) (dato ridotto al 17,1% ca. nel IX secolo d.C.)[88][208]
19. Impero partico - 29,2% (1 a.C.)[88]
20. Impero Jin (I) cinese - 29% (inizio del IV secolo d.C.)[294]
21. Impero del Grande Ming cinese - 28,8% (1550 d.C. ca.)[447]
22. Impero del Grande Shun cinese - 28,4% (1644 d.C.)[53]
23. Impero Han orientale cinese - 28% (II secolo d.C.)[449]
24. Califfato abbaside - 28% (751 d.C.)[88]
25. Impero Wei del Nord cinese - 27,9% (524 d.C.)[53][450]
26. Impero seleucide - 27,7 ÷ 33,3% (301 a.C.)[451][452]
27. Impero Mahajanapadas - 27% (325 a.C.)[53]
28. Impero Kusana - 26,36% (I secolo d.C.)[88]
29. Impero britannico - 26,3% (1921 d.C.)[436][453]
30. Impero Liu Song cinese - 26% (fine del IV secolo d.C.)[449]
31. Impero Song posteriore (I) cinese - 26% (inizio del V secolo d.C.)[449]
32. Impero mongolo - 25,6% (1279 o 1309 d.C.) (il primo dato si riferisce alla massima espansione dell'impero unito, il secondo all'ultima riunificazione formale dell'impero mongolo)[53][233]
33. Impero macedone - 25 ÷ 30% (323 a.C.)[451][452]
34. Impero Mughal - 24,5% (XVIII secolo d.C.)[53]
35. Impero timuride - 24,4% (1405 d.C.)[190][239]
36. Impero Pala - 24% (IX secolo d.C.)[53]
37. Impero Rashtrakuta - 23,1% (IX secolo)[72]
38. Impero neo-sumero - 23 ÷ 32,5% (XXIII secolo a.C.)[454]
39. Impero Song posteriore (II) cinese - 22% (1100 d.C.)[88]
40. Impero Xiongnu - 21% (174 o 176 a.C.)[88]
41. Impero unno - 21% (447 d.C.)[455]
42. Impero Jin (III) cinese - 21% (XII secolo)
43. Impero afsharide - 19,2 ÷ 20% (1747 d.C.)[456]
44. Califfato Rashidun - 19,1 ÷ 21% (VII secolo d.C.)[53]
45. Impero Maurya orientale - 19 ÷ 26% (II secolo d.C.)[53][392]
46. Impero Maghada - 18,91% (375 a.C.)[53]
47. Impero bizantino - 18,4% (565 d.C.)[91][457]
48. Sultanato di Delhi - 18,2 ÷ 20,4% (XV secolo d.C.)[88]
49. Impero Yuan del Nord mongolo - 16,8 ÷ 18,2% (XV secolo d.C.)[238]
50. Impero giapponese - 15,1 ÷ 15.9% (1941 d.C.)[406][458]
51. Repubblica romana - 13,5% (27 a.C.)[53][88]
52. Impero spagnolo - 12,9% (1748 d.C.)[53]
53. Impero Chola - 12,3 ÷ 15% (1050 d.C.)[88]
54. Impero romano (Dominato o tardo impero romano) - 12 ÷ 12,5% (IV secolo d.C.)[53][459]
55. Impero portoghese - 10,4% (1790 d.C. ca.)[260]
56. Impero russo - 9,84% (1790 o 1866 d.C.)[53][460]
57. Impero olandese - 8,1% (XIX secolo d.C.)[88][461]
58. Impero ottomano - 6,9 ÷ 7,9% (1683 d.C.)[53]
59. Impero francese - 6,3% (1922 d.C.)[53][436]
60. Terzo Reich - 4,9 ÷ 5,3% (1941 d.C.)[152]
61. Impero italiano - 3,3 ÷ 3,8% (1941 d.C.)[88]
62. Regno di Uruk - 1,6 ÷ 2,5% (3000 a.C.)[53][188]

## Primati
Si assuma la superficie complessiva delle terre emerse pari a 134,742 milioni di km2 escludendo l'Antartide, e 149,146 milioni di km2 includendola
1. Impero più vasto del mondo antico: impero Xiongnu (9 milioni di km2 nel 174 o 176 a.C.)
2. Impero più vasto di sempre: impero britannico (35,5 ÷ 37,13 milioni di km2 nel 1921; l'incertezza dipende dai territori in Antartide)
3. Impero di terra più vasto del mondo antico: impero Xiongnu (9 milioni di km2 nel 174 o 176 a.C.)
4. Impero di terra più vasto di sempre: impero mongolo (24 milioni di km2 nel 1279)
5. Impero con continuità territoriale più vasto del mondo antico: impero Xiongnu (9 milioni di km2 nel 174 o 176 a.C.)
6. Impero con continuità territoriale più vasto di sempre: impero mongolo (24 milioni di km2 nel 1279)
7. Impero nomade più vasto del mondo antico: impero Xiongnu, khaganato (9 milioni di km2 nel 174 o 176 a.C.)[92]
8. Impero nomade più vasto di sempre: impero mongolo, khaganato o khanato (24 milioni di km2 nel 1279 o 1309)[97]
9. Impero non coloniale più vasto di sempre: impero mongolo (24 milioni di km2 nel 1279 o 1309)
10. Pars di un impero più vasta del mondo antico: impero Han Orientale (6,5 milioni di km2 nel 50 a.C. ca.); la dinastia dei Wei del Nord non può essere considerata una pars perché aveva di fatto unificato la Cina[55]
11. Pars di un impero più vasta di sempre: impero Xia Occidentale (6,5 milioni di km2 nel XII secolo) o Ming Meridionale (6,5 milioni di km2 nel 1644); la dinastia dei Wei del Nord non può essere considerata una pars perché aveva di fatto unificato la Cina, e così in Mongolia per gli Yuan del Nord[55]
12. Impero che governa la maggior parte della popolazione mondiale del mondo antico: impero achemenide (44 ÷ 52% nel 480 a.C. ca.)[107]
13. Impero che governa la maggior parte della popolazione mondiale del mondo moderno: impero dei Grandi Qing cinese (36,6% nel XIX secolo)[52][364]
14. Impero che governa la maggior parte della popolazione continentale del mondo antico: impero medo in Asia (68 ÷ 72% nel 585 a.C. ca.)[47][110]
15. Impero che governa la maggior parte della popolazione continentale del mondo moderno: impero portoghese in America Meridionale (58-62% nel XVIII secolo) oppure impero dei Grandi Qing cinese in Asia (55-59% nel XIX secolo)[260][399]
16. Impero che comprende la maggior parte della superficie terrestre: impero britannico (24,8% includendo l'Antartide o 26,3% escludendola, nel 1921)[53]
17. Impero che comprende la maggior parte del proprio continente: Terzo Reich in Europa per brevissimo tempo (59,2% nel 1941), oppure impero mongolo in Asia (50,6% nel 1279)[69]
18. Impero coloniale che comprende la maggior parte di un continente: impero spagnolo in America (44% nel XVIII secolo: 57% dell'America meridionale e 31% dell'America settentrionale), oppure impero portoghese in America meridionale (69% nel XVIII secolo e 32% dell'America)[207]
19. Impero con la più alta popolazione del mondo antico: impero sasanide (120-140 milioni nel V secolo)[442][456]
20. Impero con la più alta popolazione del mondo moderno: impero britannico (531 milioni nel 1939)[53][464]
21. Impero più vasto del mondo per il maggior numero di anni: impero sasanide (oltre 140 anni tra il 370 e il 550 ca.)[69]
22. Impero più vasto del mondo per il maggior numero di anni consecutivi: impero sasanide (oltre 100 anni consecutivi tra il 450 e il 550 ca.)[207]
23. Impero più vasto del proprio tempo per il maggior numero di volte nella storia: impero cinese con 49 dinastie (54 volte tra il XX secolo a.C. e il XIX secolo d.C.), oppure impero sasanide con la stessa dinastia (5 volte tra il 370 e il 550)[207][398][465]
24. Impero più vasto del mondo sia nel mondo antico che nel mondo moderno (476 d.C.): impero cinese e sasanide
25. Impero più vasto del mondo sia prima che dopo l'anno zero: impero cinese e partico
26. Impero dell'antichità che comprende il maggior numero di stati odierni: impero romano di Traiano (53 stati nel 117)[46][207]
27. Impero che comprende il maggior numero di stati odierni: impero britannico solo in parte (61 stati o il 31,3% nel 1921), oppure impero portoghese totalmente (53 stati o il 27,2% nel XVIII secolo)[207][253]
28. Impero che comprende più continenti del mondo antico: impero romano, medo, achemenide, macedone, seleucide, partico e sasanide (3 continenti: Asia, Africa ed Europa)[466]
29. Impero che comprende più continenti di sempre: impero britannico (tutti i 7 continenti inclusa l'Antartide nel 1921); il secondo impero coloniale francese ebbe territori in ogni continente ma solo in epoche diverse, arrivando al massimo a 5 in contemporanea nel 1922[466]
30. Primo impero a comprendere due continenti: impero egizio (Asia e Africa nel XV secolo a.C.); è noto che l'impero fenicio, sviluppato in Asia, aveva inviato coloni in Africa già dal XXIII secolo, tuttavia non possedeva di fatto territori oltre i propri confini[145][284]
31. Primo impero a comprendere tre continenti: impero medo (Asia, Africa ed Europa nel VII secolo a.C.)[68][86]
32. Impero con la più veloce espansione territoriale del mondo antico: impero macedone per brevissimo tempo (da 1,2 a 5,2 milioni di km2 in 13 anni dal 336 al 323 a.C. con l'acquisizione della parte occidentale dell'impero achemenide), oppure impero seleucide (da 3,0 a 4,0 milioni di km2 in 2 anni dal 303 al 301 a.C., pari a 0,5 milioni di km2 per anno)[53]
33. Impero con la più veloce espansione territoriale di sempre: impero giapponese per brevissimo tempo (da 1,984 a 7,4 ÷ 8,51 ÷ 9,7 milioni di km2 in 5 anni dal 1937 al 1942, pari ad 1,56 milioni di km2 medi per anno), oppure impero mongolo (da 4,0 ÷ 5,957 a 13,5 milioni di km2 in 23 anni dal 1206 al 1227 con Ghengis Khan; da notare che la massima espansione si ebbe nel 1279 o 1309-10); si tende ad escludere l'impero russo (da 14,6 a 19 milioni di km2 in 5 anni dal 1721 al 1726) in quanto si limitò semplicemente ad unire i territori del Regno di Russia con le colonie preesistenti[69][310][467]
34. Impero di grandi dimensioni di minor durata: impero dei Grandi Qing restaurati (area di 11,077 milioni di km2, corrispondente a quella della Repubblica di Cina), durato per soli 12 giorni dal 1º al 12º luglio 1917 con la restaurazione Manciù dell'ultimo imperatore Pu Yi; oppure impero di Cina di Yuan Shikai Hongxian (area di 11,077 milioni di km2, corrispondente a quella della Repubblica di Cina; la dinastia è spesso riferita come dinastia Hongxian o della Gloriosa Costituzione), esistito solo per 103 giorni dal 12º dicembre 1915 al 22º marzo 1916 dopo un fallito tentativo di colpo di Stato che puntava alla restaurazione monarchica; ancora, impero del Grande Shun (area di 9,1 milioni di km2 sotto la dinastia Shun (II)), durato meno di due anni dall'8º febbraio 1644 alla fine del 1645[23][118][141] (di fatto la dinastia Shun (II) durò meno di un anno, poiché dal 1642 al 3º - 5º giugno 1644 il suo fondatore Li Zicheng si fece riconoscere solamente come "re della Cina", Xinshun; solo a partire dalla seconda data fondò ufficialmente il "Grande Shun" e divenne il primo imperatore Shun con il nome di Yongchang; tuttavia, il suo regno cessò già nel 1645, quando venne ucciso in un'imboscata)[24][279][318]
35. Impero di grandi dimensioni di maggior durata (senza interruzioni): impero giapponese (area massima di 7,4 ÷ 8,51 ÷ 9,7 milioni di km2 nel 1942), esistente da almeno 1.743 anni dal 276 d.C.; è inoltre l'unico stato ancora in vigore a fregiarsi del titolo di impero, pur controllando una sola nazione (superficie attuale di 0,379 milioni di km2)[69][141]
36. Impero con il maggior numero di stati vassalli e tributari: impero ottomano (38 nominali nel 1683)[51]
37. Primati peculiari dell'impero britannico: nel 1921 la sua superficie era pari al 98% di quella della Luna (35,5 ÷ 37,13 di 37,91 milioni di km2); inoltre anche dopo la seconda guerra mondiale manteneva una superficie di 24,4 milioni di km2, superiore alla massima espansione dell'impero mongolo nel 1279 e di ogni altro impero mai esistito prima[52][468][469]

## Imperi con pretese di dominio del mondo
Alcuni imperi erano così vasti da ritenere o dichiarare di dominare il mondo intero, oppure avanzavano questa pretesa pur essendo consapevoli dell'esistenza di altre terre. Questo fatto era comune nei primi imperi della Mesopotamia, molti dei quali raggiunsero dimensioni enormi e le mantennero per secoli - un risultato ancor più stupefacente se si pensa al periodo in cui erano sorti. I sovrani di tali imperi (di solito chiamati Re dei re, Gran Re o solo Re) si proclamavano signori del mondo (se non addirittura dell'universo) credendo che, oltre al loro dominio, non vi fossero altro che deserto e mare. In effetti alcuni stati di particolari dimensioni, ovvero l'impero dei Medi e l'impero achemenide, erano arrivati a dominare la quasi totalità del mondo conosciuto del proprio tempo, rendendo per così dire "veritiera" tale pretesa rispetto ai loro orizzonti e per i mezzi che possedevano.
Con il passare dei secoli, tuttavia, i confini si estesero sempre di più, aumentarono gli scambi e nuovi territori abitati vennero scoperti. Nonostante questo, alcuni grandi imperi asiatici continuarono a reclamare il presunto dominio del mondo almeno fino al II secolo a.C., dichiarando che non vi erano terre al di fuori dei loro confini. Questa pretesa si può spiegare, a livello religioso e propagandistico, con il fatto che i Re dei Re erano venerati come divinità con il nome di Dio Re, e dunque avanzavano il loro diritto a governare ogni popolo della Terra e dell'universo.
Nei secoli successivi l'idea di conquistare il mondo sembrò sparire nell'ottica dei grandi imperi asiatici, tuttavia rimase un accenno, almeno a livello nominale, nei numerosissimi imperi cinesi delle varie dinastie che si erano succedute senza sosta tra continue guerre e faide. A tale proposito è interessante notare che l'imperatore della Cina era per diritto concepito come "autocrate della Terra" e "signore di tutto ciò che è sotto il cielo / paradiso". Il nome stesso del massimo sovrano (Qin Shi Huang Di o solo Huangdi, creato dalla dinastia Shang e spesso abbinato al titolo di "Figlio del cielo" o Tianzi partendo dalla dinastia Han) designava un monarca senza eguali, superiore a tutti gli altri. Per questo motivo, ad esempio, i sovrani della dinastia Tang rifiutavano di trattare alla pari con gli altri re, ritenendosi per legge divina "sovrani e superiore di qualunque popolo civilizzato", con il diritto dunque di estendere il proprio dominio su tutto il mondo; qualunque monarca diverso da loro era quindi da considerarsi vassallo. Si discute se anche l'imperatore giapponese, anch'egli concepito per secoli come Dio Re, pretendesse tali attribuzioni, dal momento che alcuni documenti di dubbia veridicità indicavano un progetto da parte del Giappone di "conquistare l'Asia per conquistare il mondo".
Ora, secondo la maggioranza degli storici l'impero che più di tutti si avvicinò al dominio del mondo, per i mezzi che disponeva e parametrizzato alla propria epoca, fu senza dubbio l'impero achemenide. Il fatto che governasse circa metà della popolazione mondiale (dal 44% al 52% approssimativamente, fino al 71% in alcune stime non accettate) e l'estensione territoriale che comprendeva la maggior parte del "mondo conosciuto" giustificano questa scelta in modo chiaro. In effetti, esso dominava i due più grandi bacini di popolazione dell'intero mondo antico, l'Egitto e la Mesopotamia, e dunque non poteva che essere una "superpotenza assoluta" (come è stato più volte definito). Inoltre, mentre gli altri imperi mesopotamici si definivano semplicemente "regni" o "stati" (ad esempio māt Aššur, "stato di Assur", o Madai, Medi); l'impero achemenide fu il primo a coniare il termine moderno per indicare un insieme di stati sottomessi ad un solo sovrano: xšāça, appunto "impero".
Segue una lista di titoli utilizzati dai sovrani di antichi imperi che dominavano una parte consistente del "mondo conosciuto":
- Re dell’Asia: uno dei titoli più prestigiosi assunti dagli antichi sovrani; va però notato che il termine non si riferisce alla sola Asia geografica, bensì al mondo intero per estensione. Il primo stato noto ad utilizzarlo fu l'impero medio assiro, seguito dagli imperi neo-assiro e medo. Nei secoli successivi l'uso di questo fregio sembrò attenuarsi o scomparire, ritornando un'ultima volta durante l'impero seleucide come Signore dell'Asia; secondo alcune fonti non confermate anche i sovrani antigonidi e tolemaici reclamarono questo fregio almeno fino al III secolo a.C..[480][481]
- Re dei Paesi, Re di Paesi, Re di tutti i Paesi o Re di tutte le terre (dove per "Paesi" o "terre" si intendono tutti i territori di solito esterni al dominio centrale o persino alla Mesopotamia stessa): questo titolo indicava il diritto del sovrano di dominare su tutte le nazioni e le città-stato esistenti, sia fuori che dentro i confini del suo regno. Fu utilizzato per la prima volta dal potente impero neo-assiro, i cui monarchi avanzavano la pretesa di estendere il proprio governo al di fuori della Mesopotamia e della Persia, conquistando tutto il possibile. Di seguito venne usato da tutti i Re dei Re dell'ancora più vasto impero achemenide, che governava quasi tutto il "mondo conosciuto", e dal capo ribelle Šamaš-erība, che insieme a Belsimanni era riuscito a conquistare territori altamente simbolici e prestigiosi quali Kish e Babilonia nel 484 a.C.. Da notare che nell'impero achemenide questo titolo veniva accostato ad altri onori di simile significato, in particolare quello di Re delle province con molte lingue; alcune fonti, inoltre, sembrerebbero indicare un suo utilizzo da parte dei Gran Re medi, ma non è perfettamente chiaro. Anche l'impero seleucide e l'impero dei Parti reclamarono tale titolo in alcune occasioni, invocando il diritto di conquistare e dominare il mondo in virtù del fatto di essere gli imperi più potenti del loro tempo. Phraates II (Gran Re dei Parti, morto nel 127 a.C.) è l'ultimo sovrano noto ad essersi dichiarato in tale modo.[189][482]
- Re dei quattro angoli del mondo, Re dei quattro quarti del mondo, Re dei quattro angoli dei cieli, Re dei quattro angoli dell'universo, Re dei quattro angoli: titolo di grande prestigio rivendicato da molti sovrani mesopotamici. Da notare che i "quattro angoli" si riferivano a luoghi fisici, i cosiddetti "quattro angoli della Mesopotamia" (o del mondo), ma in realtà il titolo indicava la volontà e il diritto di tali monarchi a governare il mondo intero e tutti i suoi abitanti. Soltanto alle origini i "quattro angoli" erano i confini del "mondo conosciuto": successivamente gli orizzonti furono allargati di molto e vennero conquistate altre terre in tre diversi continenti, ma il titolo non perse la propria importanza. Si registra un suo utilizzo, in tre diversi millenni, da parte dei monarchi di tutti i seguenti imperi: accadico; neo-sumero; primo, secondo e neo-impero babilonese; medio e neo-impero assiro; impero medo e achemenide.[483]
- Re del mondo, Re della Terra, Re di questa grande Terra lontana e vicina, Re di questa grande Terra da lontano e da vicino: titolo molto ampolloso vantato dagli antichi sovrani, spesso in sostituzione a Re dell'universo e ancora una volta come pretesa o diritto di dominare il mondo ed ogni suo popolo. Nel corso dei secoli fu utilizzato dai seguenti imperi: accadico; neo-sumero; impero neo-assiro; neo-babilonese; Urartu; impero medo; achemenide e partico. Questo fregio sembrò estinguersi dopo la caduta dell'impero achemenide ma fece ritorno nel III secolo d.C., come Signore della Terra, utilizzato dai Re dei Re (Shahanshah) dell'impero sasanide.[484]
- Re dell'universo, Re di tutto, Re della totalità, Re di tutti, Re di tutti i popoli dell'universo, Re del Cielo e della Terra, Re del paradiso e degli inferi, Re degli dèi del paradiso e degli inferi, Re degli dèi, Re potente, Re di Kish: il titolo più prestigioso, se non esagerato, rivendicato dai sovrani antichi. Vede probabilmente la sua origine nel titolo, che continuò ad essere reclamato anche molti millenni dopo, di Re di Kish, dove Kish è la città in cui sarebbe avvenuto il Diluvio Universale e in cui sarebbe disceso dal cielo il germe della regalità (figura importante fu il leggendario re sumero Etana). Venne assunto per la prima volta da Sargon nel XXIII secolo a.C. (non come re di Kish ma come re dell'Universo) e continuò ad essere utilizzato nei millenni seguenti, spesso in alternativa al fregio di Re del mondo, di simile significato nonché importanza. Tra gli utilizzatori noti vi furono i sovrani dei seguenti imperi: accadico; Eshnunna e Mari (città-stato sumere); primo, secondo e neo-impero babilonese; antico, medio e neo-impero assiro; Lidia; Urartu; impero cimmero; caldeo; medo; achemenide e seleucide. L'ultimo utilizzatore conosciuto fu Antioco I (Gran Re seleucide, morto nel 261 a.C.). Una curiosità è che spesso questo titolo era affiancato a quello di Re potente, ad esempio negli imperi accadico e achemenide: questo perché il Re dell'universo era anche il signore in senso cosmologico (e non solo terrestre), dunque divino e onnipotente. Da qui il nome ufficiale dell'impero achemenide, Xšāça: "L'Impero".[485][486][487]

## Top 10 imperi più vasti della storia
Considerando tutti gli imperi (ove vi siano dispute, la classifica segue sempre il dato minimo o calcolato per difetto; i motivi di tali discrepanze sono indicati nelle sezioni relative a tali imperi):
1. Impero britannico - 35,5 ÷ 37,13 milioni di km2 (1921)[54][253]
2. Impero mongolo - 24 milioni di km2 (1279)[54][190]
3. Impero russo - 23,8 milioni di km2 (1866 ca.)[54]
4. Impero mongolo formalmente riunito - 23,5 milioni di km2 (1309)[192]
5. Unione Sovietica - 22,4 ÷ 22,5 milioni di km2 (1945)[53] (ufficialmente non può essere considerata un impero ma alcuni studiosi parlano di Impero sovietico, come accade con la Repubblica cinese del 1912)[371]
6. Impero dei Grandi Yuan cinese (1) - 15 milioni di km2 (1330)[118][145]
7. Impero dei Grandi Qing cinese (2) - 15 milioni di km2 (1790)[118][488]
8. Impero spagnolo - 14,75 ÷ 16,85 ÷ 19,4 milioni di km2 (1748)[54][313]
9. Impero Tang cinese - 14 milioni di km2 (669) (periodo Tang anteriore)[195][274][489]
10. Impero Zhou (III) cinese (1) - 13,72 milioni di km2 (690)[490][491]
11. Impero Tang cinese (2) - 13,72 milioni di km2 (715) (periodo Tang basso)[295][492]
12. Regno di tutte le Russie - 13,7 milioni di km2 (1721)[53]

Considerando tutti gli imperi non coloniali:
1. Impero mongolo - 24 milioni di km2 (1279)[54][190]
2. Impero mongolo formalmente riunito - 23,5 milioni di km2 (1309)[192]
3. Impero dei Grandi Yuan cinese (1) - 15 milioni di km2 (1330)[118][145]
4. Impero dei Grandi Qing cinese (2) - 15 milioni di km2 (1790)[118][488]
5. Impero Tang cinese - 14 milioni di km2 (669) (periodo Tang anteriore)[195][274][489]
6. Impero Zhou (III) cinese (1) - 13,72 milioni di km2 (690)[490][491]
7. Impero Tang cinese (2) - 13,72 milioni di km2 (715) (periodo Tang basso)[295][492]
8. Regno di tutte le Russie - 13,7 milioni di km2 (1721)[53]
9. Califfato omayyade - 13,4 milioni di km2 (720 ca.)[203]
10. Impero del Grande Jin cinese - 12,73 milioni di km2 (1636)[123][78]
11. Impero Sui cinese - 12,16 milioni di km2 (618)[429][493]
12. Califfato abbaside - 11,1 milioni di km2 (751)[488]
13. Repubblica di Cina (1) - 11,077 milioni di km2 (1912) (ufficialmente non può essere considerata un impero ma alcuni studiosi la considerano come tale, come accade con l'Unione Sovietica)[18][19][494]
14. Impero di Cina (2) - 11,077 milioni di km2 (12º dicembre 1915 - 22º marzo 1916)[18][19][494]
15. Impero dei Grandi Qing restaurati (3) - 11,077 milioni di km2 (1º - 12º luglio 1917)[18][19][494]

Considerando tutti gli imperi contigui territorialmente:
1. Impero mongolo - 24 milioni di km2 (1279)[54][190]
2. Impero russo - 25,8 milioni di km2 (1866 ca.)[54]
3. Impero mongolo formalmente riunito - 23,5 milioni di km2 (1309)[192]
4. Impero dei Grandi Yuan cinese (1) - 15 milioni di km2 (1330)[118][145]
5. Impero dei Grandi Qing cinese (2) - 15 milioni di km2 (1790)[118][488]
6. Impero Tang cinese - 14 milioni di km2 (669) (periodo Tang anteriore)[195][274][489]
7. Impero Zhou (III) cinese (1) - 13,72 milioni di km2 (690)[490][491]
8. Impero Tang cinese (2) - 13,72 milioni di km2 (715) (periodo Tang basso)[295][492]
9. Califfato omayyade - 13,4 milioni di km2 (720 ca.)[203]
10. Impero del Grande Jin cinese - 12,73 milioni di km2 (1636)[123][78]
11. Impero Sui cinese - 12,16 milioni di km2 (618)[429][493]
12. Califfato abbaside - 11,1 milioni di km2 (751)[488]
13. Repubblica di Cina (1) - 11,077 milioni di km2 (1912) (ufficialmente non può essere considerata un impero ma alcuni studiosi la considerano come tale, come accade con l'Unione Sovietica)[18][19][494]
14. Impero di Cina (2) - 11,077 milioni di km2 (12º dicembre 1915 - 22º marzo 1916)[18][19][494]
15. Impero dei Grandi Qing restaurati (3) - 11,077 milioni di km2 (1º - 12º luglio 1917)[18][19][494]

Considerando solo gli imperi di nazioni diverse:
1. Impero britannico - 35,5 ÷ 37,13 milioni di km2 (1921)[52][54]
2. Impero mongolo - 33 milioni di km2 (1279 o 1309)[54][190]
3. Impero russo - 23,7 milioni di km2 (1790 ca.)[54]
4. Impero cinese - 15 milioni di km2 (1330, dinastia Yuan)[274][488] (1790, dinastia Manciù-Qing)[55][118]
5. Impero spagnolo - 14,75 ÷ 20,40 ÷ 26,9 milioni di km2 (1492-1975) (1748)[53][313]
6. Impero francese - 24,0 milioni di km2 (1534-1980)[53][495]
7. Califfato arabo - 13,4 milioni di km2 (720 ca., dinastia Omayyade)[202][203][496]
8. Impero portoghese - 12,6 ÷ 14,9 milioni di km2 (1750 ca.)[54]
9. Impero giapponese - 7,4 ÷ 8,51 ÷ 9,7 milioni di km2 (1942)[4][384]
10. Impero italiano 5,2 milioni di km2 (1941) senza i protettorati 4,3 milioni di km2

Considerando solo gli imperi di nazioni diverse del mondo antico (prima del 476 d.C.):
1. Xiongnu - 9 milioni di km2 (176 a.C.)[497][261]
2. Impero cinese - 8 milioni di km2 (II secolo a.C., dinastia Han)[23][96] (V secolo d.C., dinastie del Nord e del Sud)[55][122]
3. Yuezhi - 5,7 milioni di km2 (III secolo a.C.)[119][124]
4. Impero persiano - 5,5 milioni di km2 (480 a.C.) (dinastia achemenide) (44 ÷ 52% della popolazione mondiale)[45][59][110]
5. Impero macedone - 5,0/5,2 milioni di km2 (323 a.C.)[69][110][145]
6. Impero romano (Principato o alto impero romano) (2) - 5,0 milioni di km2 (117-140 d.C.)[46][498][499]
7. Impero indiano - 5 milioni di km2 (270 a.C., dinastia Maurya)[45]
8. Impero partico - 4,5 milioni di km2 (1 a.C.)[114][207]
9. Impero proto-tibetano (1) - 4,4 milioni di km2 (V secolo d.C.)[145][500]
10. Unni (1) - 4,0 milioni di km2 (447 d.C., Unni Neri)[95][501]

## Top 10 imperi rispetto alla superficie terrestre
Si assuma la superficie complessiva delle terre emerse pari a 134,742 milioni di km2 escludendo l'Antartide, in cui solamente l'impero britannico ebbe colonie riconosciute ufficialmente.
Considerando tutti gli imperi (ove vi siano dispute, la classifica considera sempre e solo il dato minimo o calcolato per difetto; i motivi di tali discrepanze sono indicati nelle sezioni relative a tali imperi):
1. Impero britannico - 26,3% (1921) (considerando l'Antartide, in cui possedeva diverse colonie, il dato diventa 24,8%)[54][253][502]
2. Impero mongolo - 17,8% (1279 o 1309)[54][190]
3. Impero russo - 17,6% (1790 ca.)[54]
4. Unione Sovietica - 16,6% (1945) (ufficialmente non può essere considerata un impero ma alcuni studiosi parlano di Impero sovietico, come accade con la Repubblica cinese del 1912)[371]
5. Impero dei Grandi Yuan cinese (1) - 11,2% (1330)[118][145]
6. Impero dei Grandi Qing cinese (2) - 11,2% (1790)[118][488]
7. Impero spagnolo - 10,9% (1748)[54][313]
8. Impero Tang cinese - 10,5% (669) (periodo Tang anteriore)[195][503]
9. Impero Zhou (III) cinese (1) - 10,3% (690)[490][491]
10. Impero Tang cinese (2) - 10,3% (715) (periodo Tang basso)[295][492]
11. Regno di tutte le Russie - 10,2% (1721)[53]
12. Impero portoghese - 9,4% (1750 ca.)[53]

Considerando solo gli imperi di nazioni diverse del mondo antico (prima del 476 d.C.):
1. Xiongnu - 6,7% (176 a.C.)[497][261]
2. Impero persiano - 6,4% (480 a.C.) (dinastia achemenide)[59][110]
3. Impero cinese - 6,1% (II secolo a.C., dinastia Han)[23][96] (V secolo d.C., dinastie del Nord e del Sud)[55][122]
4. Yuezhi (2) - 4,2% (III secolo a.C.)[119][124]
5. Impero macedone - 3,9% (323 a.C.)[110][145]
6. Impero romano (Principato o alto impero romano) (2) - 3,7% (117-140 d.C.)[46][129][498][499]
7. Impero indiano - 3,5% (270 a.C., dinastia Maurya)[53][70]
8. Impero partico - 3,4% (1 a.C.)[114][207]
9. Impero proto-tibetano (1) - 3,3% (V secolo d.C.)[145][500]
10. Unni (1) - 2,9% (447 d.C., Unni Neri)[95][501]
11. Impero sasanide - 2,6% (450 d.C.)[110][442]
12. Impero medo - 2,2% (585 a.C.)[153][180]